# 부천시
부천시(富川市)는 대한민국 경기도의 중서부에 위치한 시이다. 서울특별시와 인천광역시 사이에 위치하고 있어서 동쪽과 북쪽으로는 서울특별시, 서쪽으로는 인천광역시, 남쪽으로는 경기도 시흥시, 광명시와 접한다.
시의 면적은 53.4km2로, 경기도 면적의 0.5%이고, 2023년 12월 말 주민등록 인구는 779,968명으로, 전국에서 서울특별시 다음으로 인구밀도가 높은 도시다. 시청은 원미구 중동에 위치하고 있다.

## 지명
부천이란 지명은 1914년에 부군면 통폐합으로 부평군과 인천부의 비도시 지역을 합쳐서 부천군이 설치될 당시 부평의 '부'와 인천의 '천'을 따서 붙인 것이다. 1973년 7월에 부천군 소사읍이 부천시로 승격하였고, 1975년 10월에 북쪽의 오정면이 부천시로 합쳐졌다. 부천은 복숭아가 많이 난다고 하여 예로부터 '복사골'이라는 별칭으로 불려 왔는데, 이 때문에 부천시는 복숭아를 상징물로 지정하였고 시목(市木)도 복숭아나무, 시화(市花)도 복숭아꽃이다. 슬로건은 'Fantasia Bucheon'이다.

## 지리
부천시의 남부는 1899년 개설된 경인선 철도와 경인국도(46번 국도)를 따라 시가지가 형성되었고, 시의 북부는 경인고속국도를 따라 부천일반산업단지가 조성되어 있다. 시의 중부는 농경지로 남아 있다가 1989~1996년의 중동신도시 및 1999~2003년의 상동지구 개발로 신도시로 탈바꿈하였다. 2012년 10월 27일 서울 지하철 7호선의 연장 구간이 개통되었다.
특히 한강이남으로 행정상으로는 경기남부에 속하지만 일반적인 경기남부지역과는 조금 다르다. 지역에 따라서는 서울 한강이북지역과도 위도가 비슷한 곳이 있으며 또한 한강이남 경기도 치고 휴전선이 매우 가까운 지역이기도 하다. 또한 경기북부와 맞닿아 있지는 않지만 직선거리나 지리적 거리상으로도 매우 인접해 있으며 특히 한강이북 경기도중 인근 고양시와의 경제적 인적교류도 상당히 활발하다.
특히 부천시내 군부대는 상비사단 관할로 다른 한강이남 경기도와는 달리 전방으로 분류된다. 휴전선과 최소거리도 직선거리상 26km 정도 밖에 안된다.

### 위치
부천시는 경기도 서부 중앙에 있으며 휴전선과의 최소거리가 경기도 김포시에서 남동쪽으로 최소거리 기준 26.8km 부천시청 기준 31km 지점에 있다. 한강 이남의 경기도 치고 휴전선과 매우 가까운 지역이다. 동쪽으로 서울특별시 구로구와 양천구, 북쪽으로 서울특별시 강서구, 서쪽으로 인천광역시 부평구, 계양구와 접하며, 남쪽으로는 광명시, 시흥시와 접하고 있다.
부평구와 인접한 위치로 인해 지역 국번은 인천광역시와 공용한다.

### 지형
부천은 해발 고도 50m 미만이 시 전체의 80% 이상이고 경사도 5% 미만이 약 70%로, 대체로 낮고 완만한 지형이다.
동부와 남부에는 200m 안팎의 산지가 있고 북부와 서부에는 여러 지류의 하천이 중동과 오정동에서 합류하면서 넓은 평야를 형성하여 전체적인 지형은 남동부가 높고 북서부는 낮다. 시가지에서 보면 남부는 성주산(217m)과 할미산(153m), 동부는 원미산(165m)이 완만한 구릉을 형성하고 있는데 이는 중생대 쥐라기의 대보화강암과 흑운모화강암과 같은 화강암반이 오랜 세월에 걸쳐 침식된 구릉성 산지와 침식평야이다. 이들 중생대의 화산암체는 안양과 관악산 및 북한산의 대보화강암과 일체가 되는 형태이다. 경사가 완만한 침식평야는 배수가 잘 되어 일찌감치 송내동, 심곡동, 소사동, 원미동, 도당동을 따라 밭농사에 적합하여 복숭아 재배가 이루어졌고 취락의 입지에도 유리하여 부천의 구시가를 자리 잡고 있다.
북부와 서부에는 베르네천, 고리울천, 심곡천 등 여러 지류의 하천이 중동과 상동, 오정동에서 굴포천으로 합류하면서 넓은 평야가 형성되었다. 이 지역들은 배수가 잘 되지 않는 들로 한강과 그 지류인 굴포천의 범람으로 형성된 충적평야인 부평평야의 일부분이다. 이곳의 토양은 사면의 이동물질과 표토에 포함된 유기물질들이 운반 퇴적된 비옥한 운적토이며 토목기술의 발달과 함께 배수 문제가 해결되면서 넓은 벼농사 지역으로 이용되어 왔다. 낮고 배수가 잘 되지 않는 범람원 지역이라서 1984년과 1987년 여름과 같은 큰 홍수 때는 몇 일간 침수되기도 하였다. 심곡동 근처의 옛 지명인 '진말'은 이러한 현상과 관련된 지명이라 할 수 있다. 이 후 배수 시설이 보강되고 중동신도시 및 상동지구가 조성되었다.

### 하천
부천의 자연 하천으로는 소사동에서 발원하여 중동과 상동을 흐르는 심곡천과 여월동에서 발원하여 원종동과 오정동을 흐르는 베르네천이 있었다. 이들 하천은 1980년대 이후 급격한 도시화 과정에서 대부분 복개되어 도로 밑으로 흘렀다. 2000년대 들어서면서 역곡천과 베르네천의 일부 구간이 복개보다는 도심경관 하천으로 꾸며 지역 주민에게 휴게공간이 되도록 하는 자연형 하천 공사가 이루어졌고 지금은 부족한 유지용수용 지하수를 확보하기 위해 노력하고 있다. 한편 상동 신시가지를 중심으로 5.5 km의 인공하천인 시민의 강이 조성되었다. 1986년에 복개되어 도로로 이용되는 심곡천의 일부 구간이 환경부에서 추진하는 '도심 건천·복개하천 생태복원사업' 대상으로 선정되었고 2014년부터 서울의 청계천과 비슷한 방식으로 복원하는 공사가 시작되어 복개된지 31년만인 2017년 5월에 완공되었다. 복원된 심곡천은 소명여고 사거리에서 부천시 보건소까지 약 1km 구간이며 폭 18.6m, 수심 25cm의 하천에 하루 21,000t의 물이 흐르고 있다. 이처럼 부천시의 복개된 자연하천의 복원 사업은 자연환경 복원뿐 아니라 낙후된 구도심에 활력을 주기 위한 차원에서 이루어지고 있다.

### 기후
부천은 온대 하우 기후/냉대 동계 소우 기후(쾨펜의 기후 구분 Cwa/Dwa)에 속한다. 평균기온은 12 °C이며 최한월 1월은 -2.4 °C, 최난월 8월은 25.1 °C이다. 강수량은 1,206mm이며 2월에 가장 적은 19.9mm, 7월에 가장 많은 309.2mm를 기록한다. 2004년부터 2009년 자료에 따르면 강설일은 14~21일, 황사일은 9~13일, 서리일은 27~44일이다. 지역의 대부분이 시가지인 영향으로 열섬현상이 나타나 봄철 벚꽃 개화일은 남쪽에 위치한 경기도 시흥시나 인천광역시 남동구보다 1~2주 빠른 편이다.
| 부천(1979~2008)의 기후   | 부천(1979~2008)의 기후 | 부천(1979~2008)의 기후 | 부천(1979~2008)의 기후 | 부천(1979~2008)의 기후 | 부천(1979~2008)의 기후 | 부천(1979~2008)의 기후 | 부천(1979~2008)의 기후 | 부천(1979~2008)의 기후 | 부천(1979~2008)의 기후 | 부천(1979~2008)의 기후 | 부천(1979~2008)의 기후 | 부천(1979~2008)의 기후 | 부천(1979~2008)의 기후 |
| 월                       | 1월                    | 2월                    | 3월                    | 4월                    | 5월                    | 6월                    | 7월                    | 8월                    | 9월                    | 10월                   | 11월                   | 12월                   | 연간                   |
| ------------------------ | ---------------------- | ---------------------- | ---------------------- | ---------------------- | ---------------------- | ---------------------- | ---------------------- | ---------------------- | ---------------------- | ---------------------- | ---------------------- | ---------------------- | ---------------------- |
| 일평균 최고 기온 °C (°F) | 3.6 (38.5)             | 6.5 (43.7)             | 11.0 (51.8)            | 18.5 (65.3)            | 23.3 (73.9)            | 26.8 (80.2)            | 29.6 (85.3)            | 30.6 (87.1)            | 27.2 (81.0)            | 21.2 (70.2)            | 13.5 (56.3)            | 7.2 (45.0)             | 18.2 (64.9)            |
| 일일 평균 기온 °C (°F)   | −2.4 (27.7)            | −0.2 (31.6)            | 4.9 (40.8)             | 11.0 (51.8)            | 16.1 (61.0)            | 20.7 (69.3)            | 24.1 (75.4)            | 25.1 (77.2)            | 20.8 (69.4)            | 14.7 (58.5)            | 7.2 (45.0)             | 1.2 (34.2)             | 11.9 (53.5)            |
| 일평균 최저 기온 °C (°F) | −5.3 (22.5)            | −3.3 (26.1)            | 2.7 (36.9)             | 8.1 (46.6)             | 13.0 (55.4)            | 17.5 (63.5)            | 21.8 (71.2)            | 22.3 (72.1)            | 17.2 (63.0)            | 10.1 (50.2)            | 2.0 (35.6)             | −4.0 (24.8)            | 8.5 (47.3)             |
| 평균 강수량 mm (인치)    | 20.0 (0.79)            | 19.9 (0.78)            | 39.9 (1.57)            | 64.6 (2.54)            | 97.6 (3.84)            | 116.3 (4.58)           | 309.2 (12.17)          | 277.0 (10.91)          | 144.8 (5.70)           | 50.5 (1.99)            | 49.4 (1.94)            | 20.7 (0.81)            | 1,209.9 (47.62)        |
| 평균 강수일수            | 7.5                    | 5.3                    | 6.5                    | 8.4                    | 9.5                    | 11.6                   | 15.3                   | 14.1                   | 7.7                    | 7.2                    | 9.1                    | 6.4                    | 108.6                  |
| 평균 상대 습도 (%)       | 62.7                   | 62.7                   | 64.3                   | 65.2                   | 71.0                   | 75.9                   | 82.1                   | 79.7                   | 73.6                   | 68.4                   | 64.8                   | 63.1                   | 69.5                   |
| 출처:                    |                        |                        |                        |                        |                        |                        |                        |                        |                        |                        |                        |                        |                        |

## 역사[16]

### 선사시대
부천의 대표적인 선사유적으로는 고강동의 청동기시대 유적이 있다. 이 유적은 1995년 여름 홍수 때 반달돌칼과 석창 등 매우 정교하게 가공된 석기 유물이 드러나면서 발견되었다. 이후 2005년까지 한양대 박물관과 한양대 문화인류학과에 의해 7차에 걸친 발굴로 총 21기의 청동기시대 주거지와 제사유적인 적석환구유구가 확인되었고 함께 출토된 청동기시대의 대표적인 토기인 민무늬 토기와 간석기류 등은 청동기시대 뿐만 아니라 초기 철기시대까지 사용된 것으로 판단되어 한강 유역의 초기 국가단계의 문화를 엿볼 수 있는 자료가 되고 있다.

### 삼국시대와 통일신라시대
삼한시대 마한 54소국의 하나인 우휴모탁국(優休牟琢國)을 부천 일대로 비정하는 견해도 있지만, 사료가 부족하다.
삼국시대 부천의 인근 지역인 인천이 백제 미추홀이었던 것에서 유추하여 부천도 백제의 영역에 포함되어 있었을 것으로 추정된다. 475년(장수왕 63) 고구려가 백제를 공격하여 수도인 한성을 함락시키고 한강 일대를 차지하면서 고구려의 주부토(主夫吐)로 기록되어 문헌에 최초로 등장한다. 주부토는 고구려의 지명으로 당시 한강의 지류인 굴포천의 범람원에 위치하여 황무지였던 땅에 긴 둑을 쌓아 '줄보둑'-'주부토'로 부른 데서 비롯된 말로 추정한다. 6세기에 고구려가 왕위 계승 분쟁이 일어나는 등 정치적 불안이 거듭되자, 551년 부천 일대의 한강 하류 지역을 백제가 수복하였으나, 553년 신라가 급습하여 한강 유역을 점령하였다. 삼국을 통일한 신라는 전국을 9주5소경으로 정비하면서 지명을 한자식으로 변경하였는데 이 과정에서 고구려식 이름인 주부토군도 긴 둑이라는 뜻의 장제군(長堤郡)으로 변화되었다.

### 고려 시대
918년 왕건은 고려를 건설한 후 940년(태조 23년)에는 전국 주·부·군·현의 지명을 고쳤다. 이때 부평의 지명도 장제군에서 수주(樹州)로 바뀐 것으로 보인다. 이것은 부평의 읍격이 상승된 것을 의미한다. 수주라는 명칭은 시인 변영로의 호가 되었고, 지금 고강동 일부 지역의 지명으로 사용되고 있다. 1150년(의종 4년)에는 전주에 있던 안남도호부(安南都護府)를 수주로 가져오면서 지명도 안남으로 변화되고 읍격도 상승하였다. 고려 전기의 도호부는 군사적으로 중요한 거점에 설치되었다. 당시 부평에 안남도호부를 설치한 것은 12세기에 백성의 유망이 많아지고, 이자겸의 난과 묘청의 난 등 정치적 변란들이 이어지는 가운데 수도 개경의 방위를 강화하기 위한 목적이었다. 1215년(고려 고종 2년)에 안남도호부에서 계양도호부(桂陽都護府)로 개칭되었고, 1308년(충렬왕 34년)에 길주목으로 승격되었으나 1310년(충선왕 2년)에 다시 부평부로 강등되었다.

### 조선 시대

대동여지도의 부천 지역, 빨간 원이 대략 현재의 부천이다.

1392년 건국한 조선은 전국을 8도로 나누었고, 이때 부평은 전국 44개 도호부 중 하나로 종3품인 도호부사가 파견되었다. 당시 부평은 강화와 김포를 거쳐 한성 및 해주와 연결되는 한강 수로에 위치였기 때문에 행정구역상 수원진관에 소속되어 인천을 속읍으로 둔 군사적 요충지였다.
조선시대 삼남 지방에서 올라오는 조운선들은 인천과 부평 연안을 지나 강화도 염하 수로를 거쳐 한강의 마포나루에서 하역하였다. 강화도 염하는 물살이 거세어 조운선들이 좌초되는 사고가 자주 발생하였다. 이에 따라 인천 연안에서 한강으로 직접 연결되는 물길을 내서 조운선을 운행하려는 시도가 있었다. 이 시도는 중종 때 김안로에 의해서 추진되었는데, 당시 공사는 한강에서 시작하여 원통이고개까지 수로를 굴착하고 중단되었으나 2011년에 굴포천을 따라 완공된 경인아라뱃길의 원형이 되었다.
1895년(고종 32) 갑오개혁의 일환으로 종래의 8도를 폐지하고 23부제를 시행하면서 부평은 인천관찰부에 속한 부평군이 되었다. 당시 부평군은 15개 면으로 구성되어 있었는데, 이 가운데 현재의 부천에 해당하는 곳은 상오정면·하오정면·석천면·주화곶면·옥산면의 일부 지역이었다.

### 대한제국
개항 이후 인천항을 통해 들어온 많은 외국인들과 교역품들이 서울로 향하면서 그 길목에 해당하는 부천에도 변화의 기운이 움트기 시작하였다. 특히, 1899년 노량진과 제물포를 잇는 경인선이 개통되어 부천에 소사역(지금의 부천역)과 오류동역(훗날 서울특별시로 편입)이 설치되면서 현재의 부천이 형성되는 기틀이 마련되었다. 소사역은 광활한 김포평야에서 산출되는 농산물을 모아 인천항을 통해 일본으로 수출하기 위한 목적에서 설치되었다.
소사역이 설치됨에 따라 인근 마을의 주민들이 이주해서 여객을 상대로 한 접객업소와 음식점 등이 생겨났으며, 성주산 서쪽 기슭으로는 가로촌(街路村) 형태의 취락이 발달하였다. 1904년경 일본인들에 의해서 서울을 중심시장으로 하는 근교농업 형태의 복숭아 과수원이 성주산 자락의 사질토양을 배경으로 세워졌고, 경작을 위한 노동력으로 주민들이 늘어나면서 취락의 발달이 촉진되었다.

### 일제강점기

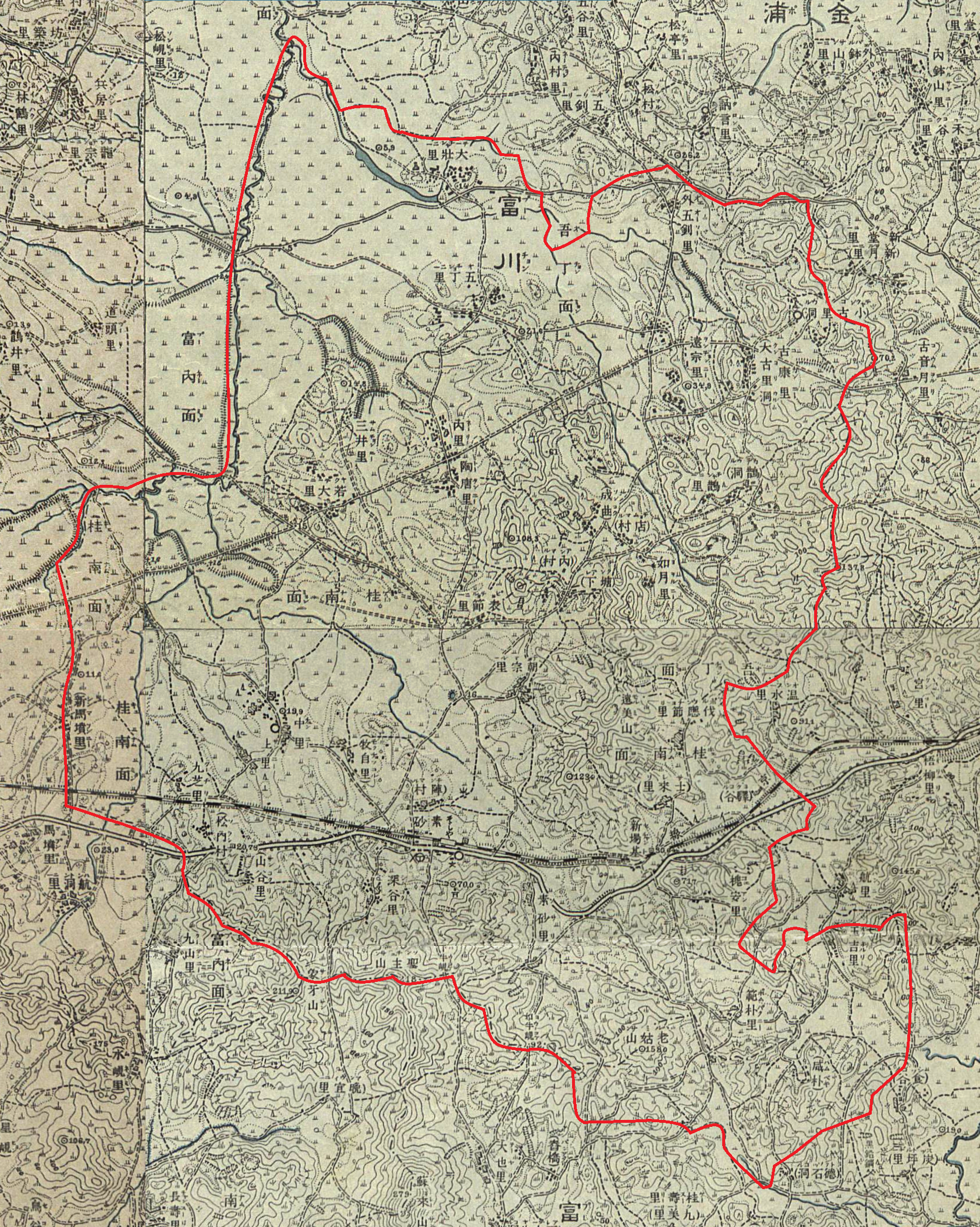
부천시의 1919년 지형도. 빨간 선은 현재 행정구역 경계이다.

한국을 병합한 일제는 1914년 인천의 일본 조계 지역과 주변지역을 인천부로 삼고, 나머지 지역과 부평군을 합하여 부천군으로 개편하였다. 이때 부천이라는 지명이 처음으로 등장하였다. 신설된 부천군은 인천부의 일부와 부평군을 중심으로 강화군의 일부 섬, 남양군의 대부면과 영흥면의 섬들을 포함하여 15면 160리에 달했다. 당시 부천군청은 인천도호부가 위치한 문학면 관교리에 있었다. 당시 소사역 일대는 계남면에 해당하였는데, 계남면은 1931년 소사면으로 개칭되었으며, 1941년 소사읍으로 승격되었다. 1914년 당시 부천군 15개 면 가운데 계남면·오정면의 대부분 및 소래면의 일부 지역이 현재의 부천시 영역에 해당하는 지역이다.
1919년 일제의 식민지 지배체제에 항거한 3·1운동이 발발함에 따라 부천에서도 격렬한 항일시위가 전개되었다. 1919년 3월 24일 계남면사무소가 군중들의 습격을 받아 조자칭과 판벽 등이 파괴되었다. 이후에도 부천을 중심으로 항일운동이 지속적으로 전개되었다.

### 대한민국

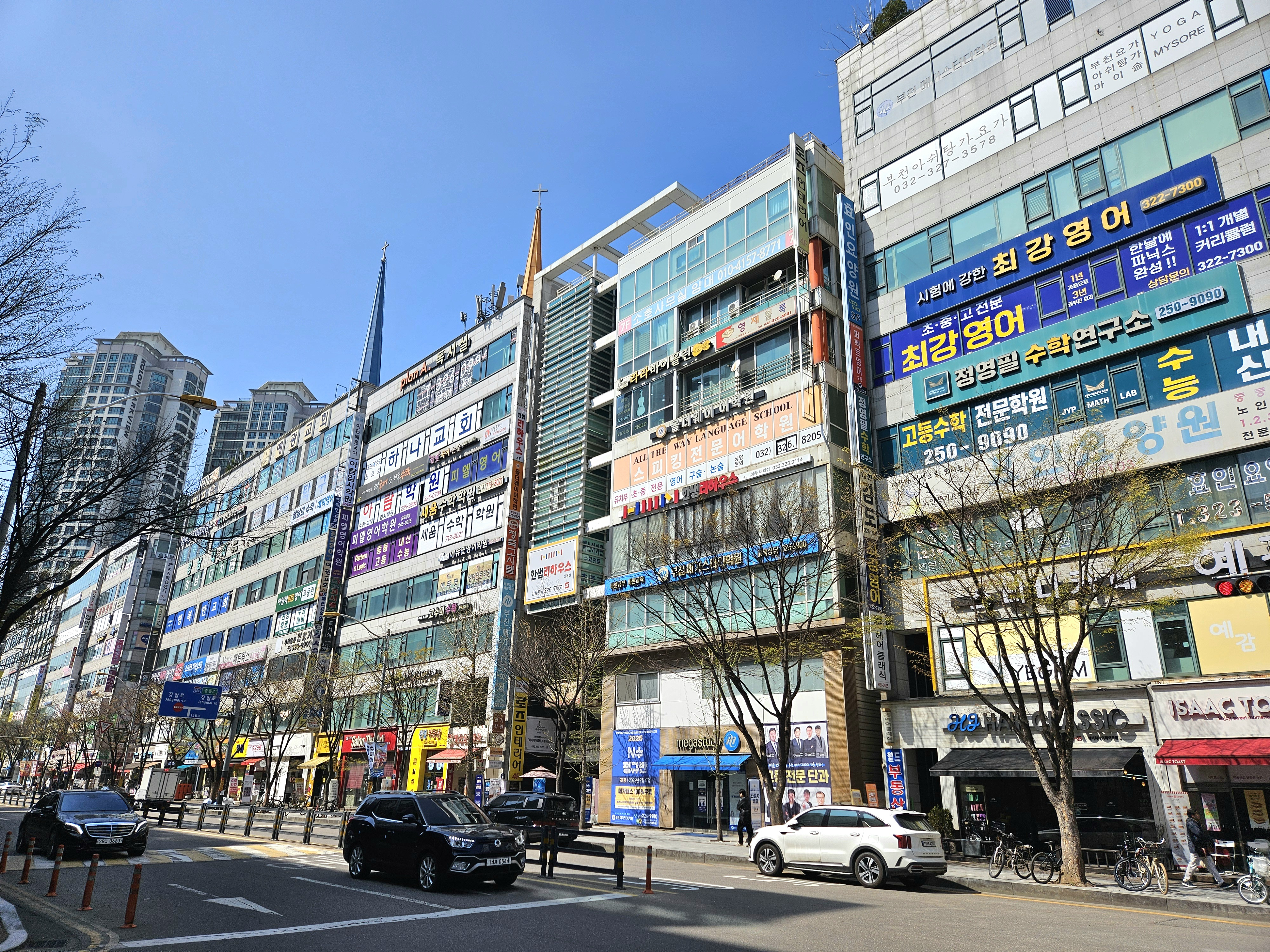
오늘날의 부천시(상동지구)

1960년대 초 경제개발 5개년 계획이 실시되면서 공업화와 도시화가 급속히 이루어졌으며, 서울과 부산 등 대도시의 인구가 급격히 팽창하였다. 이에 따라 1973년 행정구역 개편이 대대적으로 이루어졌다. 특히, 수도권의 합리적인 개발과 인구집중 억제, 무질서한 시가지 팽창 방지를 위해 수도권의 행정구역 조정이 있었다. 이때 부천군이 폐지되면서 소사읍이 부천시로 승격되었다.
1990년대 수도권 일대 5대 신도시 개발사업의 일환으로 중동신도시 개발이 진행되면서, 부천은 도시화가 급격히 이루어졌다. 중동신도시는 정부의 200만호 주택건설계획의 실현, 토지자원의 효율적 이용 및 도시구조 개편, 대규모 택지개발 및 주택공급을 목적으로 하였다. 이 사업은 부천시 춘의동·삼정동·심곡3동·상동·중동·송내동의 6개 동에 걸치는 약 165만평에 이르는 대규모 사업이었다. 이 사업으로 인해 부천으로 유입되는 인구는 42,500세대, 170,000명으로 계획되었다.
중동신도시의 개발은 주택보급 확대 측면 외에도 기존 부천시의 도시구조에 미치는 파급효과가 컸으며, 부천시 도시 및 주거환경의 양적, 질적 수준의 향상과 함께 기존 부천시의 도시패턴을 수용, 재편성하면서 새로운 부천시의 중심으로 활성화될 수 있도록 계획·개발되었다.
한편, 1988년 중구와 남구를 설치하고, 1993년 2월 1일 중구를 원미구와 오정구로 분구하고, 남구를 소사구로 개칭하는데에 이른다. 그러다 2016년 7월 4일 책임읍면동제 시행으로 인하여 3개구가 전면 폐지되었으며, 36개의 행정동을 10개의 행정복지센터가 관할하도록 조정하였다. 이후 2019년 7월 1일부터 행정동을 10개로 통폐합하고, 종전의 36개 동 주민센터가 10개의 광역동 주민센터와 28개의 주민지원센터로 구성 운영되었다. 그러다가 2024년 1월 1일 광역동제를 폐지하고 기존의 3개 구를 다시 설치하였으며, 37개의 행정동을 재설치 및 신규 설치(옥길동)하였다.

## 행정 구역

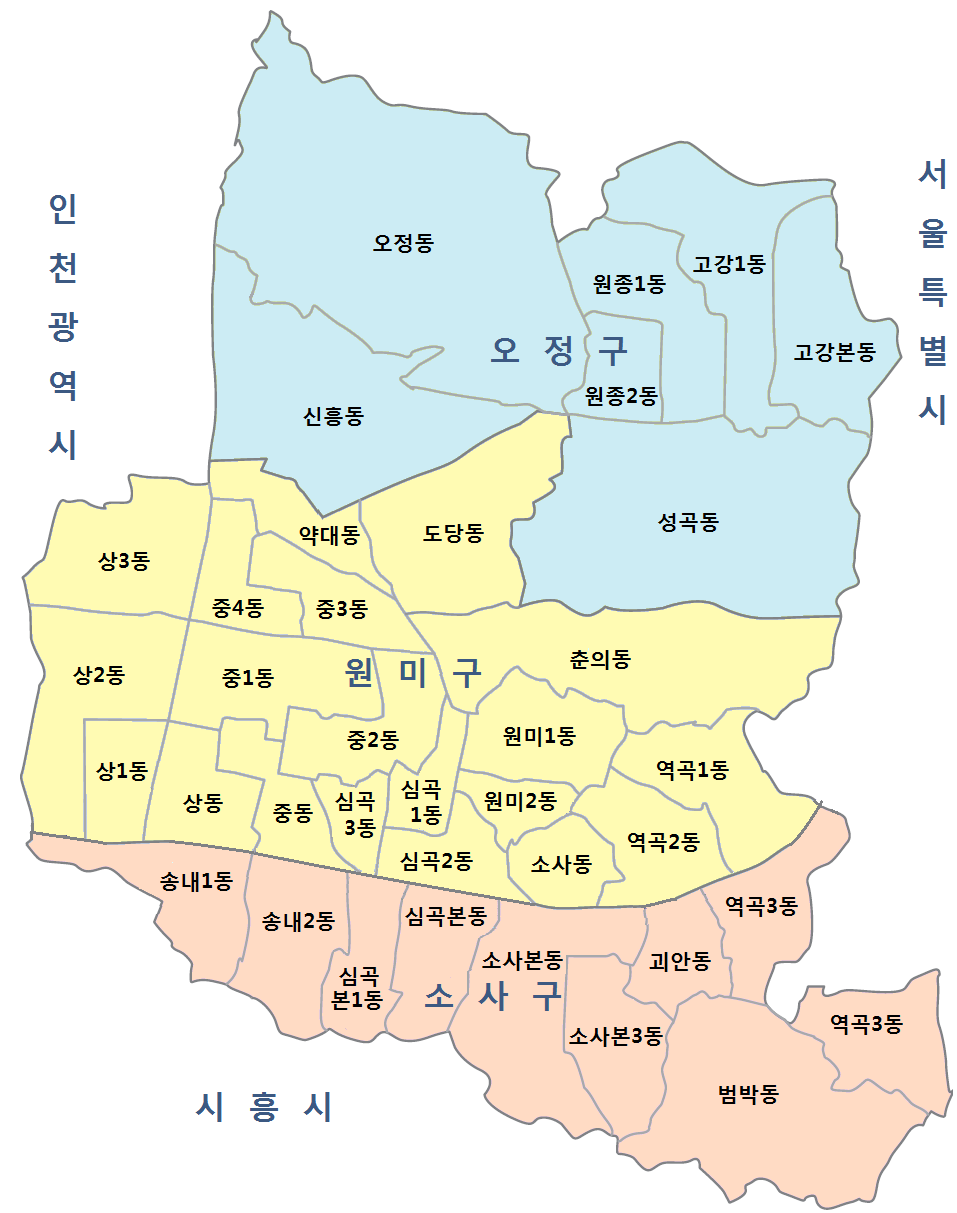
부천시 행정구역

부천시의 행정 구역은 3구 37행정동 723통 5,147반으로 나뉘어 있다. 면적은 경기도의 0.5%인 53.45km2이며, 개발제한구역은 12.13km2로 전체 면적의 22.7%를 차지한다. 인구는 2023년 12월 말 기준 779,968명이며, 인구밀도는 14,593명/km2이다.
인구의 51%가 신시가지(중부) 지역에 거주하고 있으며, 국회의원 선거구는 4개이다. 2016년 7월 4일에 기존 3개 구청(원미구, 소사구, 오정구)을 폐지하고, 10개의 행정복지센터를 두는 책임동제로 변경하였다. 그러나 시민들의 불편을 이유로 2024년 1월 1일 기존의 3구 37동 체계로 돌아간다. 2024년 1월 말 주민등록 기준으로 행정동의 현황은 각각 다음과 같다.
| 일반구명 | 한자   | 면적 (km2) | 인구    | 세대    |
| -------- | ------ | ---------- | ------- | ------- |
| 원미구   | 遠美區 | 20.6       | 393,826 | 174,404 |
| 소사구   | 素砂區 | 12.8       | 229,858 | 99,247  |
| 오정구   | 梧亭區 | 20         | 155,190 | 70,304  |
| 합계     | 합계   | 53.4       | 778,874 | 343,955 |

## 시청
- 현재 부천시청은 경기도 부천시 원미구 중1동에 있다.

## 인문환경

### 인구

부천시의 인구성장

부천시의 인구는 2020년 8월 말 기준으로 822,865명이며 인구 밀도는 15,409.45명/km2이다. 인구 밀도는 경기도 안에서 첫 번째로 높다. 0~14세 인구는 12.5%, 65세 이상 인구는 11.6%이다. 생산연령층인 15~64세 인구는 72.2%로 전국평균 75.9%보다 낮고, 유소년인구부양비는 23.1%로 전국 평균인 22.8%보다 높고, 노년인구부양비는 9.8%로 전국 평균인 14.5%보다 낮다. 여자 인구 100명당 남자 인구를 나타내는 성비는 99.87로 남자가 다소 많다. 2020년 6월 말 기준으로 부천시 인구의 약 3%가 외국인이다. 외국인의 국적은 76.9%가 중국 국적이고, 베트남 국적 7.6%, 필리핀 국적 3.2%, 미얀마 국적 1.5% 순이다.

부천시의 성별 연령별 인구구조

부천시의 인구 성장 속도(1960~1995년)

2014년 12월 기준으로 주택보급률은 94.5%이다. 인구이동을 보면 전출자수와 전입자수가 16만 7,701명으로 총인구 대비 19.4%이다. 5세 이상 인구를 기준으로 한 거주자의 약 36%는 현재 살고 있는 집에 산 지 5년이 넘었으나 64%는 5년 이내에 새로 이사온 집에서 살고 있다. 이사 온 64% 중에서 39%는 부천시내에서 이동을 한 것이고, 5%는 경기도의 다른 시군에서, 20%는 서울과 인천을 비롯한 경기도 밖에서 이사 왔다.
부천시의 연도별 인구(내국인) 추이
| 연도   | 총인구    |
| ------ | --------- |
| 1975년 | 109,093명 |
| 1980년 | 221,397명 |
| 1985년 | 456,148명 |
| 1990년 | 667,896명 |
| 1995년 | 778,693명 |
| 2000년 | 757,832명 |
| 2005년 | 833,931명 |
| 2010년 | 842,482명 |
| 2015년 | 843,794명 |

### 산업

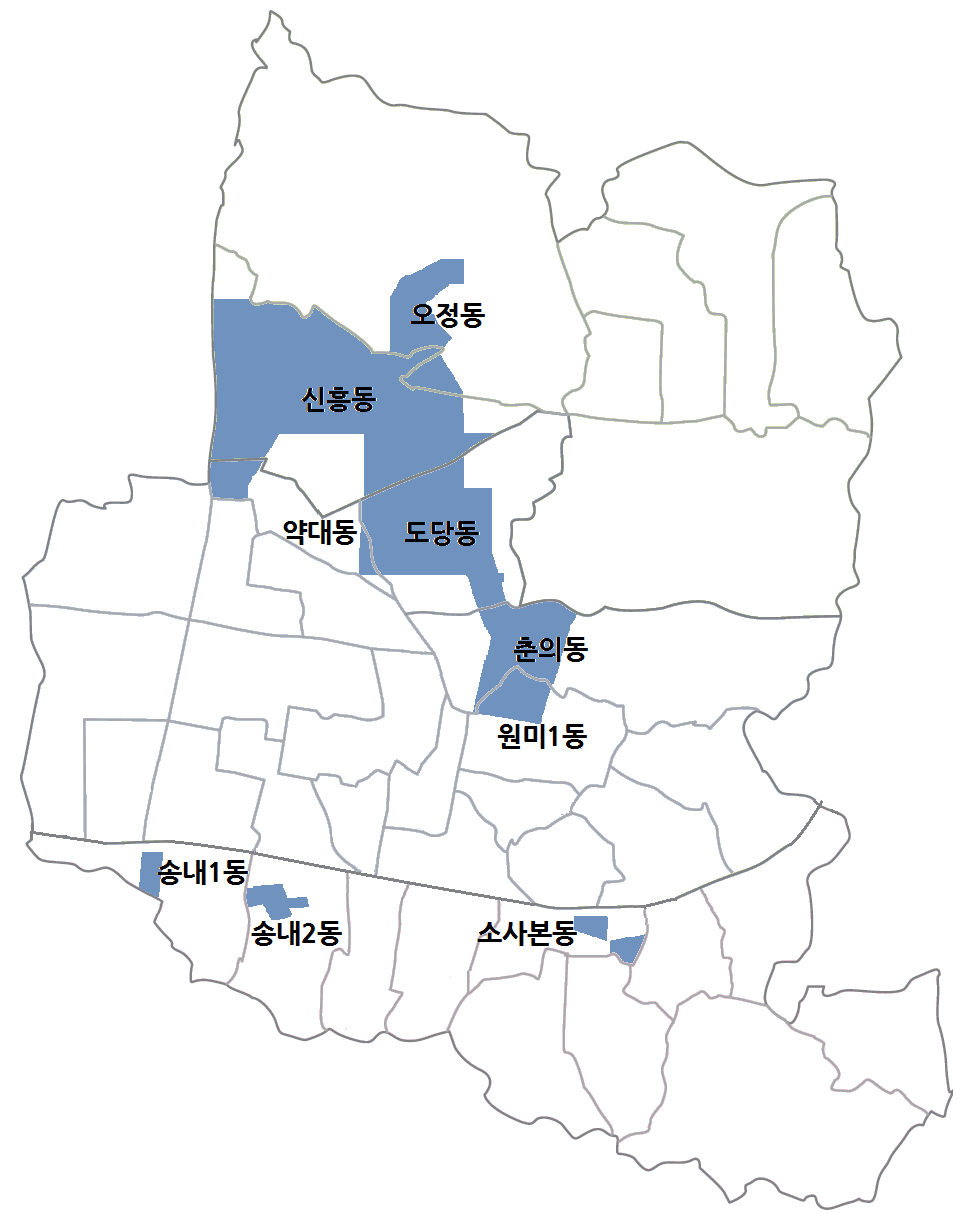
부천시 공업 지역 위치(2011년)

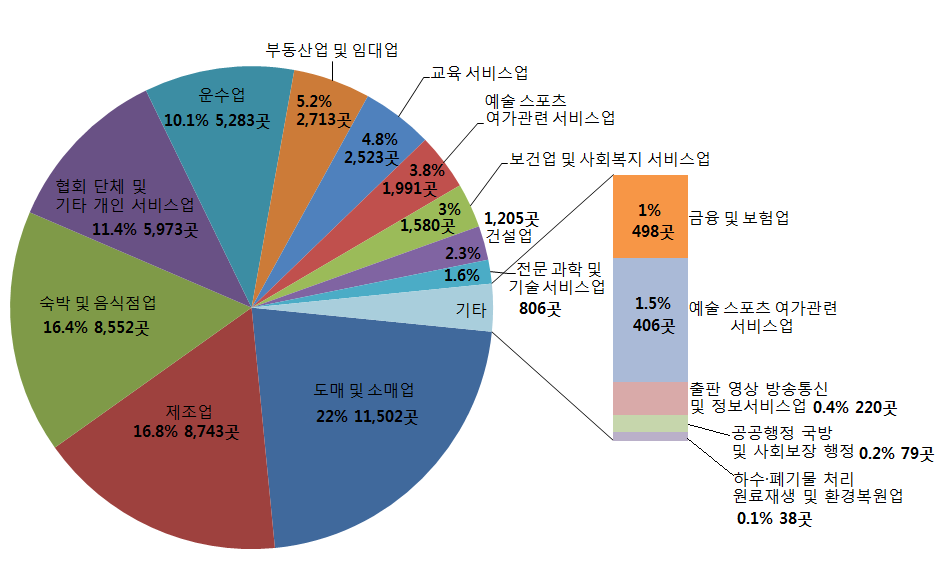
부천시 업체별 산업 구조(2009년)

경인공업지역의 핵심지역으로 성장한 도시 전통의 영향으로 통계청 표준산업분류에 따르면 제조업의 비율이 가장 높게 나타난다. 부천 시내의 공업지역은 주로 원미구 도당동과 춘의동 지역 오정구 내동과 신흥동 지역에 넓게 분포하고 있으며 그외 소사구 송내동과 소사동 지역에 일부 발달하고 있다. 제조업체는 8,743 곳이며 종사자 수는 66,226 명이며 비율로 보면 업체수의 비율 16.8%보다 종사자 수의 비율 27.0%이 더 높아 부천시의 산업구조에서 제조업체의 비율이 가장 높게 나타나지만 제조업체의 규모 면에서는 대부분 중소업체가 많음을 알 수 있다.
부천시에는 총사업체 5만 여개, 5인 이상 제조업체 9천8백 여 개로 많은 중소기업이 밀집되어 있다. 특히 오랫동안 지역에 연고를 두고 경인공업지역의 전통을 잇는 중소기업들이 많다.
원미구의 대표적인 기업으로는 시스템 반도체의 쌍두마차인 온세미컨덕터코리아와 DB하이텍을 들 수 있다. 부천은 우리나라 반도체산업이 시작된 곳이다. 1972년 ‘한국반도체’가 세워졌고, 이를 삼성전자가 인수해 삼성의 반도체 신화가 시작된 곳이 부천시 도당동이다. 이곳에는 1984년 4월 삼성의 256K D램 개발을 기념해 석조물에 새겨진 고 이병철 회장의 친필 휘호 ‘반도체 기술의 산실’이라고 새겨진 삼성의 흔적이 남아있다. 지금은 그 자리에서 1999년도에 시스템반도체를 인수한 온세미컨덕터코리아가 전력용 반도체를 생산하고 있다. 동부하이텍은 아날로그 분야 파운드리에 집중하고 있다. 1982년부터 부천에서 텐트와 이동식 부탄가스를 생산하는 코베아도 원미구의 주요 기업이다.
오정구에 있는 주요 중소기업으로는1975년부터 부천에서 라벨기 및 라벨지, 전자카드, 일반저울, 체지방측정기를 생산하는 모텍스, 200여개 종류가 넘는 다양한 맛 김치를 생산하고 상동영상문화단지 한옥마을에 김치체험관을 운영하는 한성김치, 1978년도 동아기전으로 출발해 전자, 전기 제품을 생산하는 동아베스텍을 들 수 있다.
소사구에 있는 주요 중소기업으로는 1973년부터 의약품, 곡분과자, 건강식품을 생산하는 서흥캅셀, 1964년에 설립되어 펌프, 전열기기, 선풍기, 스토브를 생산하는 신한일전기, 1969년도 설립되어 제지기계, 프레스기계, 일반산업기계 등을 주로 생산하는 삼양엔텍을 들 수 있다.

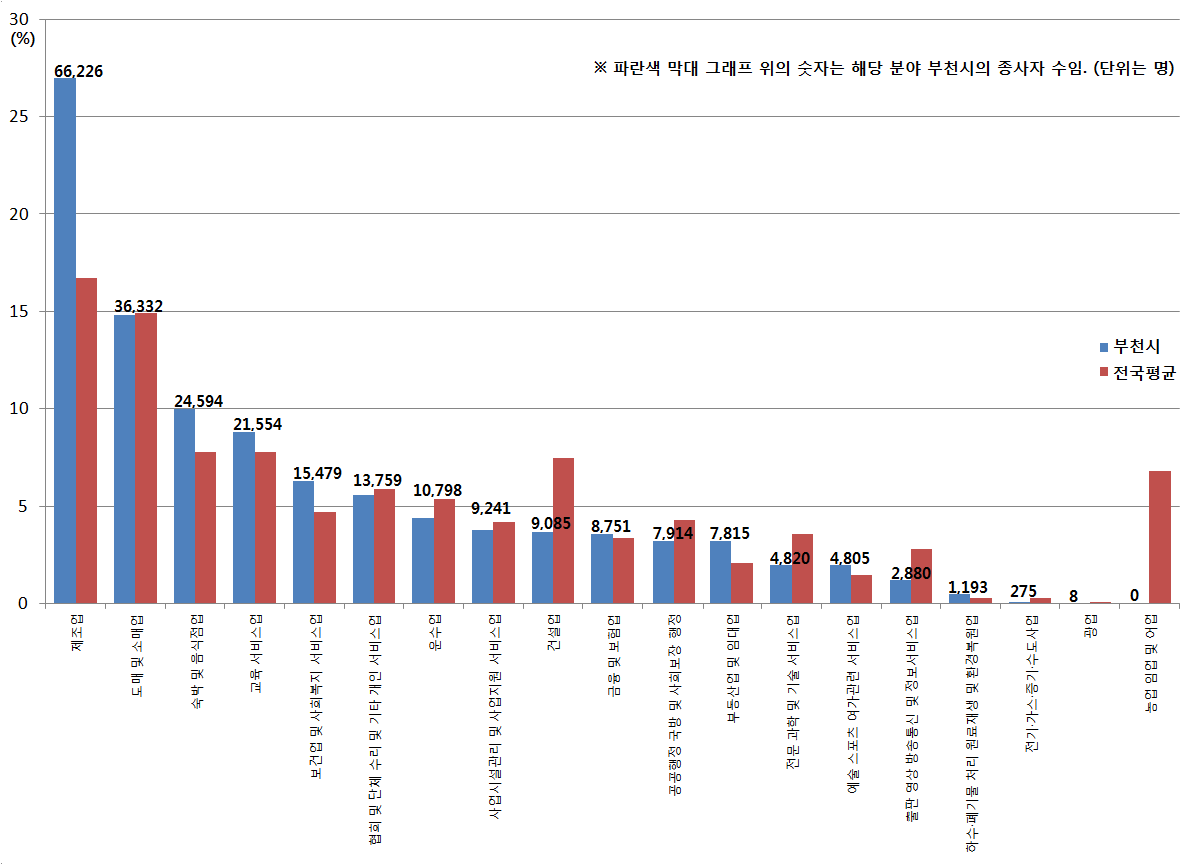
부천시 산업별 종사자 비율(2009년)

제조업 이 외에 전국 평균보다 비율이 높게 나타는 업종을 살펴보면 숙박 및 음식점업 및 교육 서비스업, 보건업 및 사회복지 서비스업, 금융 및 보험업, 부동산업 및 임대업, 예술 스포츠 여가관련 서비스업의 비중이 높음을 알 수 있다. 이에 반해 건설업, 공공행정 국방 및 사회보장 행정, 전문과학 및 기술 서비스업, 출판영상 방송통신 및 정보 서비스업은 전국 평균보다 그 비중이 적은 편이다.

#### 지역 내 총생산
부천시의 2016년 지역내 총생산은 17조 1,049억원으로 경기도 지역내 총생산의 4.58%를 차지하고 있다. 이중 농림어업(1차 산업)은 19억원으로 비중이 낮고 광업 및 제조업(2차 산업)은 10조 80억원으로 31.6%의 비중을 차지하고 상업 및 서비스업(3차 산업)은 21조 6,281억원으로 68.4%의 비중을 차지한다. 3차 산업 부문에서는 서울특별시의 위성도시로서 도소매업(9.0%)과 금융 및 보험업(7.7%)과 사업서비스(7.2%), 부동산업 및 임대업(7.1%)이 큰 비중을 차지하고 있다.

#### 산업별 종사자 현황
2014년 부천시 산업의 총종사자 수는 275,521명으로 경기도 총종사자 수의 6.2%를 차지하고 있다. 이중 농림어업(1차 산업)은 4명으로 비중이 낮고 광업 및 제조업(2차 산업)은 72,635명으로 26.4%의 비중으로 차지하고 상업 및 서비스업(3차 산업)은 202,882명으로 73.6%의 비중을 차지한다. 2차 산업과 3차 산업의 비중을 경기도 전체의 비중과 비슷한 구조를 가지고 있다. 3차 산업 부문에서는 도소매업(15.0%), 숙박 및 음식점업(10.1%)과 교육서비스업(8.1%), 보건업 및 사회복지서비스업(8.0%)이 큰 비중을 차지하고 있다.

#### 상주인구와 주간인구
부천시의 2010년 기준 상주인구는 833,475명이고 주간인구는 695,020명으로 주간인구지수가 83으로 낮다. 통근으로 인한 유입인구는 46,577명, 유출인구는 165,059명이고, 통학으로 인한 유입인구는 191,963명, 유출인구는 26,904명으로 전체적으로 유출인구가 138,455명 더 많은데, 이는 수도권에서 서울특별시와 가깝거나 교통이 편리한 지역에서 공통적으로 나타나는 현상이다.

### 교통

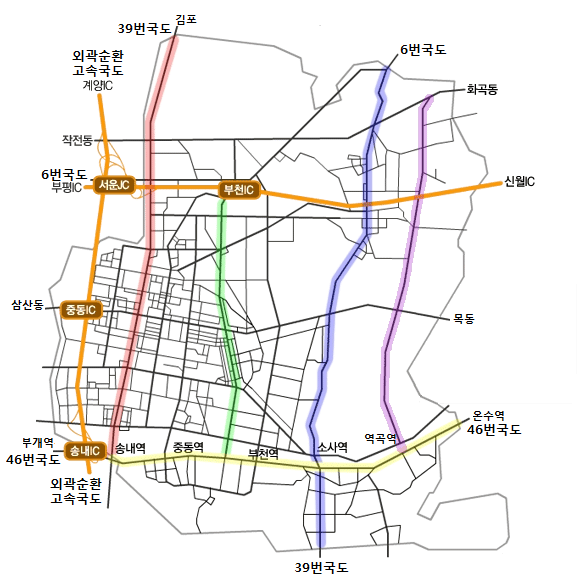
부천시 도로망

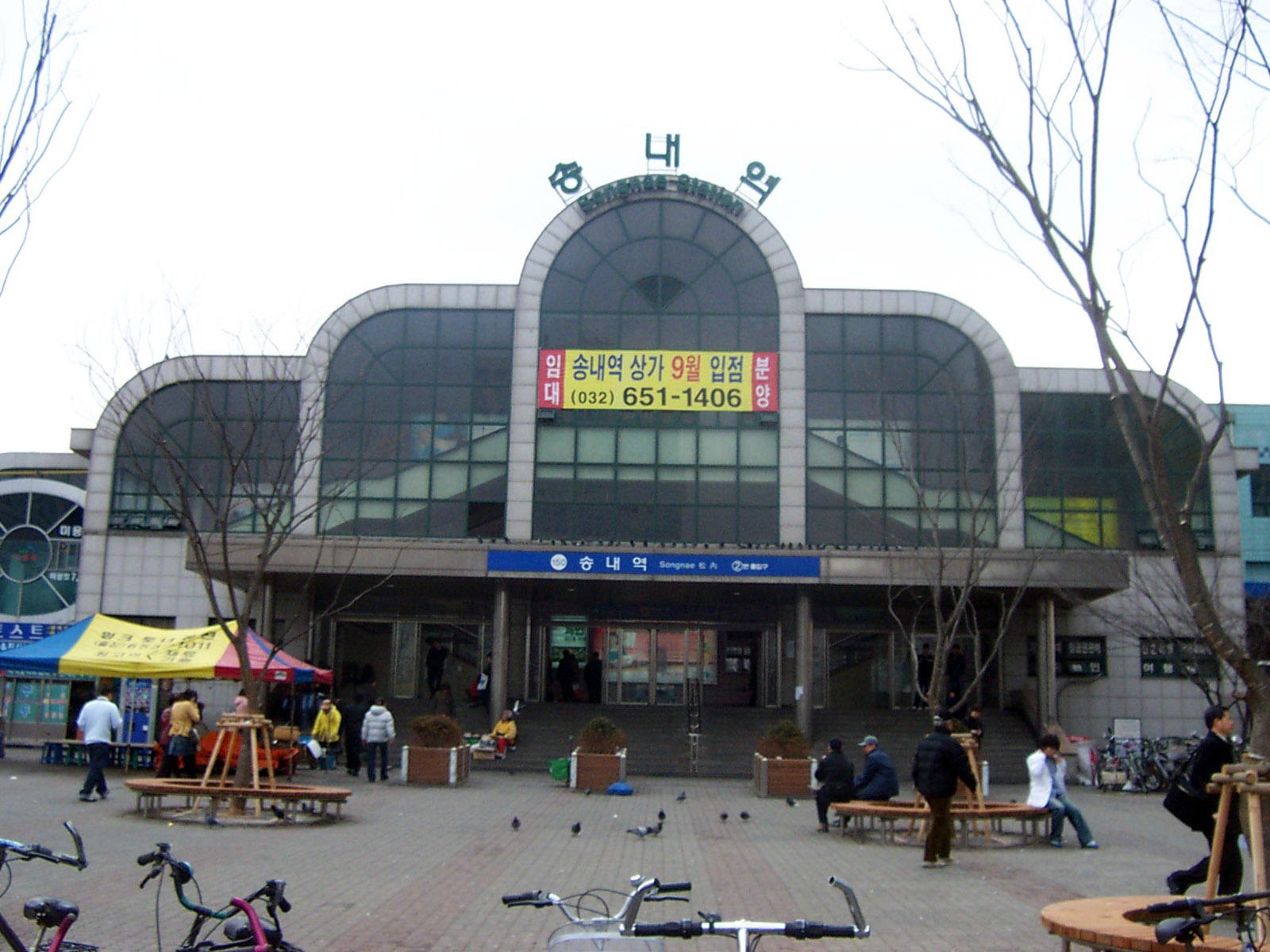
경인선 송내역 북쪽 출구 (버스 환승 센터 설치 전)

부천의 급속한 성장은 수도 서울과 그 관문인 항구 도시 인천의 사이에 위치한 관계적 위치와 함께 두 도시를 연결하는 편리한 교통 때문이었다. 1899년 개통된 경인선 철도의 중간 기착지로 소사역(현 부천역)이 세워지면서 역이 위치한 심곡동을 중심으로 시가지가 발달하였다.
서울과 인천을 연결하는 교통로는 현재는 복복선 전철이 운행되는 경인선 철도의 부천 구간에는 송내역, 중동역, 부천역, 소사역, 역곡역이 있다. 이 외에도 우리나라 최초의 고속국도인 경인고속도로와 국도 제46호선 (경인로), 국도 제6호선, 국도 제77호선이 있으며, 기타 주요 간선도로로 길주로, 봉오대로 및 2011년 개통한 서해안로가 있다. 2012년에는 서울 지하철 7호선 연장구간이 길주로를 따라 완공되어 상동역, 부천시청역, 신중동역, 춘의역, 부천종합운동장역, 까치울역을 이용할 수 있게 되었다. 이들 도로와 철도는 모두 인천과 서울을 연결하는 동서방향으로 지나고 있다.
남북 방향으로는 국도 제39호선이 시흥과 김포를 연결하고 있으며 1998년에 개통된 수도권제1순환고속도로가 주변 인천, 시흥, 김포, 일산을 비롯한 수도권 주요 도시를 연결하고 있다. 영동고속도로의 시점과 연결되는 송내대로 (옛 중동대로)와, 39번 국도와 연결되는 소사로는 남북 방향으로 시가지를 통과하는 도로이다. 이와 함께 2018년 준공된 소사에서 안산 원시 사이의 복선전철 구간과 이후에 이 구간에서 연결될 소사에서 고양 대곡 사이의 철도 구간이 남북방향으로 놓일 예정이다.

#### 도로 교통
시가지 내의 도로는 주요 도로가 동서방향과 남북방향으로 연결된 관계로 격자망의 비교적 규칙적인 형태를 가져서 길찾기와 교통량 분산이 수월한 편이다. 부천시는 정류소마다 시내버스 운행 정보를 실시간으로 알려주는 버스정보시스템(BIS)를 2000년 12월 전국에서 최초로 도입 하였고, BIS가 일반화된 지금은 시내버스의 경우 경기버스시스템으로 통합하여 서비스를 하고 있으며, 마을버스는 별도로 부천버스정보시스템으로 서비스를 하고 있다. 지상으로 다니는 경인전철 때문에 소사구와 원미구 사이의 이동이 어려워 교통 정체가 일어나고 있다. 이 6km의 구간을 통과하는 남북방향의 시가지 도로는 7개에 불과하고 이런 불편함을 해소하는 방법으로 경인전철의 지하화가 논의되고 있다.
부천시의 시내버스
- - 부천시의 시내버스
- 부천시의 시외버스
  - 부천 시외버스 터미널 소풍

고속도로
- - 경인고속도로 : 부천 나들목에서 부천시내로 진출입할 수 있다.
  - 수도권제1순환고속도로 : 계양 나들목, 중동 나들목, 송내 나들목, 시흥 나들목에서 부천시내로 진출입할 수 있다.

국도
- 국도 제6호선, 국도 제39호선, 국도 제46호선, 국도 제77호선

#### 철도 교통

출근시간 수도권 전철역 1일 평균 승차 인원(2007년)

부천역과 송내역은 수도권 전철 및 지하철 역 가운데서 출근 시간에 사람들이 가장 많이 타는 역 3·4위이다. 2007년 자료에 따르면 부천역에서 16,148명 송내역에서 15,654명이 출근 시간에 전철을 탄다. 서울특별시에 있는 1위 신림역(28,467명)과 2위 잠실역(18,872명)을 제외하면 부천역과 송내역을 비롯한 부천의 전철역은 수도권 위성도시에서 가장 붐비는 구간이다. 부천에서 경인선을 타면 신도림역에서 서울 지하철 2호선으로 환승해 서울 도심과 강남으로 갈 수 있고 이 구간은 '지옥철'로 악명을 떨칠 정도로 이용객이 많은 곳이다.
1987년 양귀자의 연작 소설 <원미동 사람들>에서 그 시절 부천에서 서울까지 지하철로 출퇴근하던 시민들의 고통을 “이 차를 폭파시켜버리겠다!”라는 비명 한 문장으로 형상화할 정도로 혼잡한 출퇴근 전철은 오래된 현상이었다.
이러한 혼잡을 해결하기 위해서 경인선 전철은 1990년대 후반에 복선화되었다. 복선구간에서는 동인천에서 용산까지 급행열차가 운행되고 있으며 부천시내에서는 송내역, 부천역, 역곡역에 정차하고 있다. 이와 함께 2012년 10월 27일에는 서울 강남으로 연결되는 서울 지하철 7호선의 연장 구간이 개통되면서 출퇴근 시간 교통 흐름이 원활해질 것으로 보인다.
계속해서 남북방향으로는 2018년 준공된 소사역에서 안산 원시역 사이의 복선전철 구간과 이후에 이 구간에서 연결될 소사역에서 고양 대곡역 사이의 철도 구간이 건설되어 2023년에 개통되었다. 이 구간의 철도는 남쪽으로는 원시에서 신설되는 수도권 전철 서해선으로 신안산선이 연결되고 북쪽으로는 대곡에서 교외선을 따라 의정부시와 철원군이 연결되어 거대한 한반도의 남북 방향 철도의 한 축을 이루게 될 예정이다.
한편, 수도권의 고속 광역 교통망 체계를 갖추기 위하여 국토교통부에서 제안한 고속전철망인 GTX가 논의되고 있다. 계획안에 따르면 부천은 인천 송도에서 시작하여 여의도와 서울 도심을 거쳐 서울 청량리에 이르는 노선 B가 지나가게 된다. 인천 송도에서 서울 청량리까지 49.9km를 운행하는데 약 33분이 소요될 것으로 예상하고 있다.
- 한국철도공사
- 경인선(● 수도권 전철 1호선)
  - (서울특별시 구로구) ← 역곡역 - 소사역 - 부천역 - 중동역 - 송내역 → (인천광역시 부평구)
  - 서해선(● 수도권 전철 서해선)

(서울특별시 강서구) ← 원종역 -부천종합운동장역 -  소사역 - 소새울역 → (시흥시)
- 인천교통공사
  - ● 서울 지하철 7호선

(서울특별시 구로구) ← 까치울역 - 부천종합운동장역 - 춘의역 - 신중동역 - 부천시청역 - 상동역 → (인천광역시 부평구)

## 교육 기관
부천은 도시 규모에 비해 고등교육기관이 많지 않다. 국공립대학은 없으며, 4년제 종합대학은 사립대학교인 가톨릭대학교와 서울신학대학교 2곳이 있고 2년제 전문대학은 역시 사립인 부천대학교와 유한대학교가 있으며 4개의 대학 모두 부천시 도시 성장의 초기에 해당하는 1970년대 후반에 부천시에 현재의 캠퍼스가 세워진 공통점이 있다.
가톨릭대학교는 1964년 성심수녀회 수녀들에 의해 강원도 춘천시 옥천동에 성심여자대학으로 설립되었다. 1975년에는 현재의 부천시 범안동에 부천분교가 설립되었고 1982년 성심여자대학 춘천본교가 한림대학교에게 매각되고 부천 캠퍼스가 본교가 되면서 본격적으로 부천 지역사회와 함께 하는 대학이 되었다. 1995년 가톨릭대학교와 통합하여 현재의 '가톨릭대학교'가 출범하였다. 신학대학이 위치한 혜화동 교정을 '성신교정'으로 의과대학이 위치한 반포동 교정을 '성의교정'으로 그 외의 종합대학이 위치한 부천교정을 '성심교정'으로 개칭하여 멀티 캠퍼스 체제를 수립하였다. 2007년 기준으로 3개 단과대학, 14개 학부, 8개 학과가 개설되어 있다.
서울신학대학교는 1911년 3월 서울 무교동에서 경성성서학원으로 설립되었고, 1959년부터 시작된 마포구 아현동의 애오개에서 서울신학대학으로 변경되었다가 1974년 현 위치인 소사본동으로 이전하였다. 2011년 기준으로 8개 학과가 개설되어 있다.
부천대학교는 기술인력의 저변확대를 위하여 1958년 설립된 소사공과기술학교를 모태로 1979년 독립운동가 몽당 한항길(韓恒吉)선생이 현재의 자리에 설립하였다. 한길학원을 통해 운영되고 있으며 1979년 부천공업전문대학, 1990년 부천전문대학, 1998년 부천대학으로 체제를 개편하였고 현재는 부천대학교로 교명을 변경하였다. 2011년 기준으로 4개 계열 28개 학과와 함께 4년제 학사학위과정이 개설되어 있다.

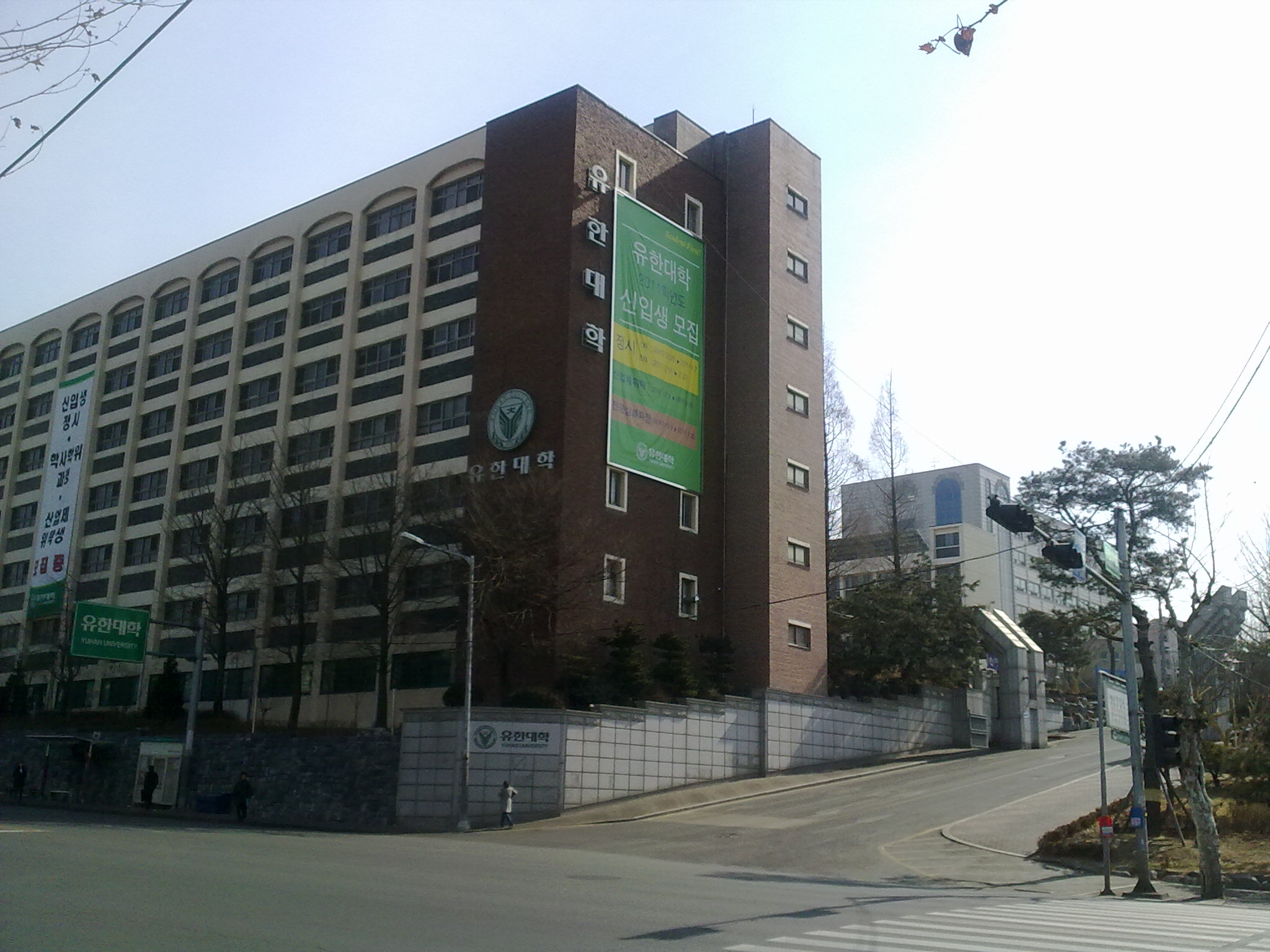
유한대학교 정문

유한대학교는 유한양행의 설립자인 유일한 박사가 세운 유한재단을 통해 현재의 괴안동에 세웠졌다. 유일한 박사는 1929년 유한양행을 세워 업계 정상의 기업으로 성장시켰으며 한국에 모범적인 기업윤리를 세운 기업가이며, 교육자, 사회사업가, 그리고 독립운동가였다.유일한 박사는 기업의 사회적 책임의 일환으로 교육사업이 무엇보다 중요하다고 여기고, 유능한 인재와 기능공 육성을 위해 19 유한공업고등학교를 세웠고 1978년 유한전문대학을 세우기에 이른다. 현재는 유한대학교로 교명을 변경하였으며, 2011년 기준으로 5개 계열 23개 학과와 함께 전공심화과정이 개설되어있다.
중등교육기관으로는 22개의 일반계 고등학교, 1개의 특수목적 고등학교, 4개의 전문계 고등학교와 함께 32개의 중학교가 있으며 초등교육기관으로는 64개의 초등학교, 1개 분교, 2개 특수학교가 있다.
- 사립대학교

|  | - 가톨릭대학교 | - 서울신학대학교 |

- 사립전문대학

|  | - 부천대학교 | - 유한대학교 |

- 고등학교

|  | - 경기경영고등학교 - 경기국제통상고등학교 - 경기예술고등학교 - 계남고등학교 - 덕산고등학교 - 도당고등학교 - 범박고등학교 | - 부명고등학교 - 부천고등학교 - 부천공업고등학교 - 부천북고등학교 - 부천여자고등학교 - 부천정보산업고등학교 - 상동고등학교 | - 상원고등학교 - 상일고등학교 - 소사고등학교 - 송내고등학교 - 수주고등학교 - 심원고등학교 - 원미고등학교 | - 원종고등학교 - 중원고등학교 - 중흥고등학교 - 소명여자고등학교 - 시온고등학교 - 정명고등학교 |

| \| - 계남중학교 - 내동중학교 - 덕산중학교 - 부명중학교 - 부인중학교 - 부일중학교 - 부천남중학교 - 부천동중학교 \| - 부천동여자중학교 - 부천부곡중학교 - 부천부흥중학교 - 부천북여자중학교 - 부천북중학교 - 부천여월중학교 - 부천여자중학교 - 부천일신중학교 \| - 부천중학교 - 상도중학교 - 상동중학교 - 상일중학교 - 석천중학교 - 성곡중학교 - 성주중학교 - 소사중학교 \| - 심원중학교 - 역곡중학교 - 옥길중학교 - 중원중학교 - 중흥중학교 - 까치울중학교 - 원미중학교 - 수주중학교 - 소명여자중학교 \| | | | |
| - 계남중학교 - 내동중학교 - 덕산중학교 - 부명중학교 - 부인중학교 - 부일중학교 - 부천남중학교 - 부천동중학교 | - 부천동여자중학교 - 부천부곡중학교 - 부천부흥중학교 - 부천북여자중학교 - 부천북중학교 - 부천여월중학교 - 부천여자중학교 - 부천일신중학교 | - 부천중학교 - 상도중학교 - 상동중학교 - 상일중학교 - 석천중학교 - 성곡중학교 - 성주중학교 - 소사중학교 | - 심원중학교 - 역곡중학교 - 옥길중학교 - 중원중학교 - 중흥중학교 - 까치울중학교 - 원미중학교 - 수주중학교 - 소명여자중학교 |

| \| - 계남초등학교 - 고강초등학교 - 고리울초등학교 - 까치울초등학교 - 도당초등학교 - 도원초등학교 - 동곡초등학교 - 동산초등학교 - 범박초등학교 - 복사초등학교 - 부광초등학교 - 부명초등학교 - 부원초등학교 - 부인초등학교 - 부일초등학교 - 부천남초등학교 \| - 부천대명초등학교 - 부천덕산초등학교 - 부천동초등학교 - 부천부곡초등학교 - 부천부안초등학교 - 부천북초등학교 - 부천부흥초등학교 - 부천서초등학교 - 부천삼정초등학교 - 부천송일초등학교 - 부천수주초등학교 - 부천신흥초등학교 - 부천양지초등학교 - 부천여월초등학교 - 부천역곡초등학교 - 부천일신초등학교 \| - 부천중앙초등학교 - 부천중원초등학교 - 부천초등학교 - 상도초등학교 - 상동초등학교 - 상미초등학교 - 상원초등학교 - 상인초등학교 - 상일초등학교 - 상지초등학교 - 석천초등학교 - 성주초등학교 - 소사초등학교 - 소안초등학교 - 소일초등학교 - 솔안초등학교 \| - 송내초등학교 - 신도초등학교 - 심곡초등학교 - 심원초등학교 - 약대초등학교 - 오정초등학교 - 옥길버들초등학교 - 옥길산들초등학교 - 옥산초등학교 - 원미초등학교 - 원종초등학교 - 중흥초등학교 - 창영초등학교 - 성곡초등학교 - 부천원일초등학교 - 덕산초등학교 대장분교 \| | | | |
| - 계남초등학교 - 고강초등학교 - 고리울초등학교 - 까치울초등학교 - 도당초등학교 - 도원초등학교 - 동곡초등학교 - 동산초등학교 - 범박초등학교 - 복사초등학교 - 부광초등학교 - 부명초등학교 - 부원초등학교 - 부인초등학교 - 부일초등학교 - 부천남초등학교 | - 부천대명초등학교 - 부천덕산초등학교 - 부천동초등학교 - 부천부곡초등학교 - 부천부안초등학교 - 부천북초등학교 - 부천부흥초등학교 - 부천서초등학교 - 부천삼정초등학교 - 부천송일초등학교 - 부천수주초등학교 - 부천신흥초등학교 - 부천양지초등학교 - 부천여월초등학교 - 부천역곡초등학교 - 부천일신초등학교 | - 부천중앙초등학교 - 부천중원초등학교 - 부천초등학교 - 상도초등학교 - 상동초등학교 - 상미초등학교 - 상원초등학교 - 상인초등학교 - 상일초등학교 - 상지초등학교 - 석천초등학교 - 성주초등학교 - 소사초등학교 - 소안초등학교 - 소일초등학교 - 솔안초등학교 | - 송내초등학교 - 신도초등학교 - 심곡초등학교 - 심원초등학교 - 약대초등학교 - 오정초등학교 - 옥길버들초등학교 - 옥길산들초등학교 - 옥산초등학교 - 원미초등학교 - 원종초등학교 - 중흥초등학교 - 창영초등학교 - 성곡초등학교 - 부천원일초등학교 - 덕산초등학교 대장분교 |

- 특수학교
  - 부천상록학교
  - 부천혜림학교

## 언론
인천광역시와 경기도 전역을 방송권역으로 하는 민영방송사 OBS경인TV 본사가 오정구 오정동에 소재하고 있다. SBS와 네트워크 제휴 협정을 맺지 않은 독립 방송사로, 기존에 경인 지역을 가시청권으로 방송하던 경인방송(iTV)가 폐국한 이후 2008년에 경인지역 지상파 TV 사업권을 취득하여 세워진 방송사이다.

## 문화·관광·여가시설

### 행사 및 축제
- 부천국제판타스틱영화제

부천 국제 판타스틱 영화제(Bucheon International Fantastic Film Festival, BiFan)는 1997년을 시작으로 매년 경기도 부천시에서 개최되고 있다. 영화제는 판타지 장르뿐만 아니라 코미디, 로맨스, 액션 영화 등 장르를 다양화하고 있다. 주제는 사랑, 환상, 모험이다. 사단법인 "부천 국제 판타스틱 영화제 조직위원회"가 주최한다. 영화제는 일본의 유바리 국제 판타스틱 영화제(YIFFF)와 유럽 판타지 영화제 연합(EFFFF)과의 협력을 통해 아시아 최대 규모의 장르 영화제로 성장하였다. 2001년 5월, 아시아에서 최초로 유럽 판타지 영화제 연합에 준회원으로 가입하였다. 장르 영화 전문 프로젝트 마켓인 아시아 판타스틱 영화제작네트워크(NAFF)를 2008년부터 시작하여 아시아 영화 제작의 활성화를 위한 제작, 교육, 교류 네트워크에 이바지하고 있다.
- 부천국제애니메이션페스티벌

부천국제애니메이션페스티벌(Bucheon International Animation Festival, BIAF)은 1999년에 국내 최초로 개최된 학생 중심 애니메이션 전문 영화제로 국내외 만화·애니메이션 및 영상, 미디어 관련 학과 학생 및 교수들이 중심이 되어 매년 가을 개최되고 있다. 전 세계 학생들의 수준 높은 애니메이션 작품 상영, 발표와 특강, 포럼, 전시 등 다양한 행사를 진행하고 있다. 또한 창작/취업/진학 관련 프로그램을 통해 애니메이션 산업의 전문 인력을 발굴, 육성하고 국내외 애니메이션 산업 네트워크 구축과 상호교류를 통한 콘텐츠 산업 발전 기반을 조성에 이바지하고 있다.
- 부천국제만화축제

부천국제만화축제(Bucheon International COmics Festival, Bicof)는 1998년 12월 8일부터 23일까지 한국만화협회 주관으로 제1회 부천국제판타스틱영화제의 부대 행사로서 개최되었고, 제2회 부천국제만화축제부터 만화축제로서 독립해 개최되고 있다. 1998년 처음 개최된 이래 2001년까지는 한국 만화의 다양한 흐름과 해외 만화를 소개하는 전시와 이벤트 중심의 축제였다. 2002년부터는 한국 만화산업의 활성화와 국내외 만화 출판물의 비즈니스를 위한 국제페어시장을 신설하여 아시아·유럽의 만화출판사와 만화작가가 참가하기 시작하였고, 2005년 제8회 부천국제만화축제는 제7차 세계만화가대회와 함께 개최되어 세계 27개국 600여 명이 참여한 명실공이 국제적인 만화 축제로서 성장하게 되었다. 부천국제만화축제는 기획 전시, 만화 페어, 이벤트, 학술 행사로 구성된다. 기획 전시는 주로 대중성과 작품성을 겸비한 작가들의 작품을 소개하는 특별전과 해외국가별 특별전, 주제별 기획전시회 등으로 구성되어 있다. 역대 작가 특별전으로는 허영만특별전·강풀특별전·유시진특별전이 있었고, 해외국가 특별전은 프랑스만화특별전·이탈리아만화특별전·유럽독립만화전·한중만화일러스트전이 있었다. 이러한 부천시의 만화에 대한 열정은 세계에서 가장 유명한 만화축제인 프랑스의 앙굴렘국제만화제가 2013년 행사의 가장 주요한 전시인 기획 특별전으로 한국 만화를 소개하기로 결정하는 데 큰 역할을 하였다. 한국 특별전이 열리는 2013년은 앙굴렘 만화제 40돌이자, 부천시 승격 40돌이어서 의미가 각별하다.
- 복사골 예술제

1970년대 전까지 부천 지역은 복숭아로 유명했던 전원 도시였으나, 1973년 부천시 승격과 함께 급격한 도시화의 물결로 전원도시의 모습은 사라져 갔다. 한국예술문화단체총연합회 부천지부는 애향의 구심점을 찾고 잊혀져 가는 고장의 정취를 되살리고자 복숭아 고향에서 펼치는 예술의 한마당이라는 뜻의 복사골예술제를 1985년 4월 29일 개최하였다. 복사골예술제는 공연 행사로 전문 예술인과 문화 예술 단체의 국악제, 연극제, 무용제 등과 전국 규모의 행사로 사진콘테스트, 시조경창대회, 궁도대회 등을 진행하며 시민 참여 행사로 길놀이, 주부솜씨전, 휘호대회, 가요경연, 관악대연주회, 백일장, 사생대회 등을 진행한다. 2010년 제26회 복사골예술제가 6월 18일부터 6월 20일까지 3일 동안 한국문화화예술단체총연합회 부천지부 주관으로 부천시청 잔디광장과 대강당, 중앙공원, 시민회관, 복사골문화센터 등 부천시 전역에서 개최되었다.

### 부천 필하모닉 오케스트라
부천필은 1988년 창단 이후 새로운 형식의 음악회와 레퍼토리로 클래식 팬들의 사랑을 받아오고 있다. 1989년 서울대 임헌정 교수를 상임지휘자로 영입한 후 더욱 탄탄진 실력과 폭넓은 레퍼토리로 국내 뿐아니라 세계 무대에서도 명성을 떨치는 국내 최정상 오케스트라로 성장하였다. 부천필은 말러 교향곡 전곡 연주로 유명하다. 1999년부터 2003년까지 이루어진 말러 교향곡 전곡 연주의 성공은 한국에서의 첫 시도였을 뿐만 아니라 말러의 관현악 세계를 완벽하게 재현해낸 탁월한 곡 해석으로 한국 음악사에 한 획을 그었다는 평가를 받고 있다. 2005년 호암예술상을 수상하였다.
부천필은 매년 복사골 예술제와 시민의 날 경축 음악회, 신년음악회, 송년음악회, 정기연주회 등을 통해 시민들을 위한 활발한 연주활동을 펼치고 있으며 주부들을 위한 모닝콘서트, 어린이와 청소년을 위한 교육프로그램, 해설이 있는 음악회 등을 통해 쉽게 클래식 음악을 접할 수 있는 프로그램들을 기획하고 있다.

### 부천문화재단

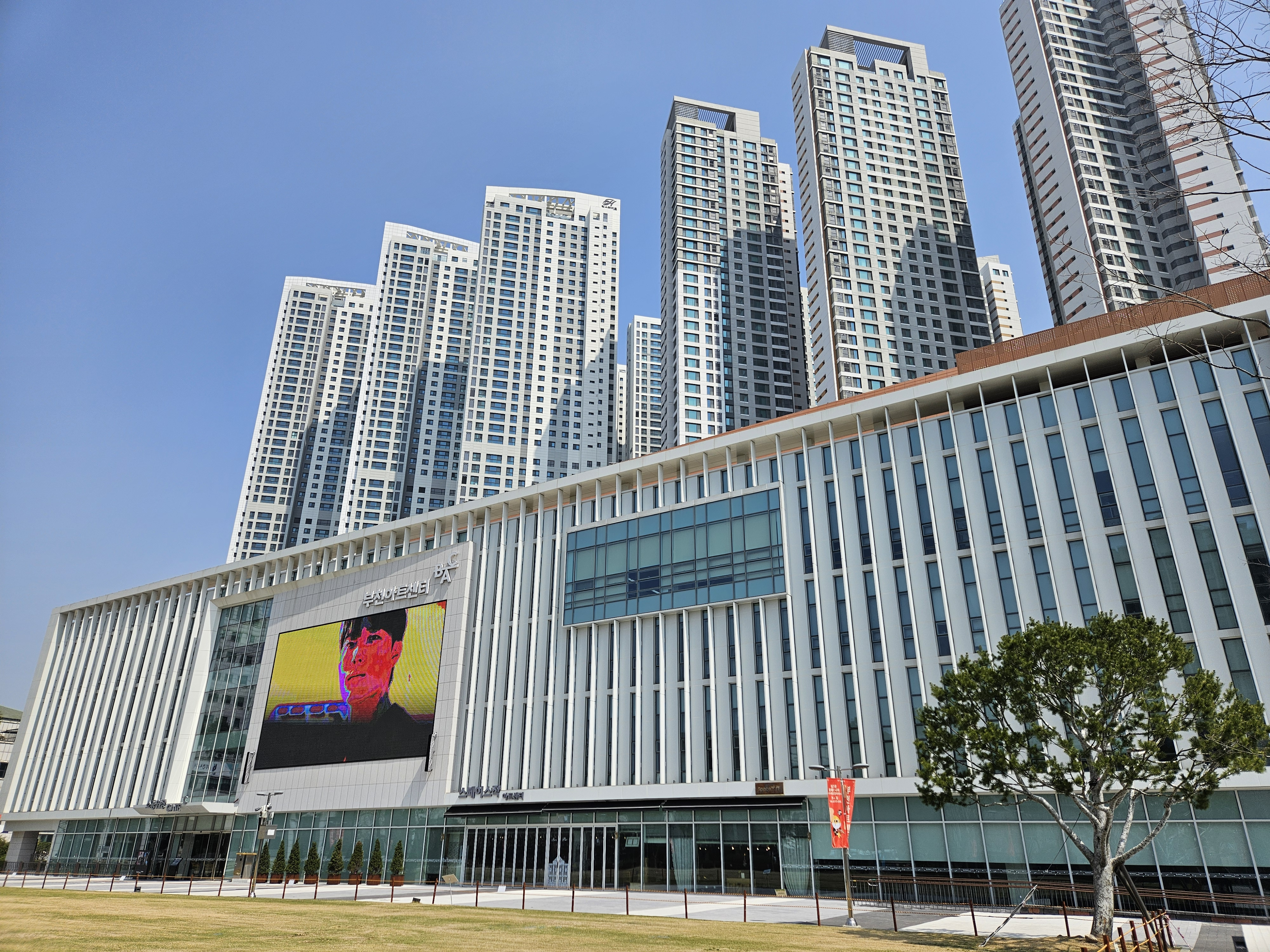
부천아트센터

부천시는 전국 기초 지자체 최초의 문화재단을 2001년 10월에 설립하였다. 부천문화재단은 상동의 복사골문화센터에 본부를 두고 시민회관을 관리하며 여성 청소년 분야를 포함하여 문화정책연구, 공연사업, 문화복지사업, 문화교육사업을 추진하였다. 부천문화재단은 지자체 문화도시 정책의 주요한 일익을 담당하는 파트너로서 기능하였고, 이후에 전국으로 확산되는 기초 지자체 문화재단 설립의 모델로서 벤치마킹 대상이 되었다. 복사골문화센터는 문화와 복지 기능이 통합되어 있으며, 주 대상층은 어린이, 청소년, 여성을 중심으로 생애주기별 문화서비스를 제공하는 복합문화공간으로서의 모델을 제시하였다. 2015년 여성 청소년 분야가 별도의 여성청소년 재단을 추진하면서 문화도시 정책 연구와 문화다양성 증진과 문화예술교육, 공연사업의 전문성을 더욱 강화하고 있다.

### 한국 만화영상 진흥원
부천시에는 한국만화영상진흥원이 소재하고 있어 대한민국 애니메이션의 중심 역할을 하고 있다. 한국만화영상진흥원은 1998년 12월 설립된 만화산업진흥기관과 부천만화정보센터를 그 전신으로 하여 2009년 9월 확대하여 개원한 공적기관이다. 만화 전시공간과 열람 공간, 애니메이션 상영관이 있는 한국만화박물관과 만화콘텐츠 생산 기지인 만화비즈니스센터(Korea Manhwa Business Center) 2개 건물이 있다. 한국만화박물관, 디지털 만화규장각을 운영하면서 만화 인프라 구축하고 만화 및 관련 콘텐츠 제작 지원 사업, 창작지원실 입주지원, 만화 인력의 발굴과 양성, 전문 만화 아카데미를 운영하고 있다. 매년 부천국제만화축제(BICOF)를 주관하고 있고 국제만화가대회 사무국을 통한 국제 네트워크 구축하고 있다.

### 부천시 소재 박물관
부천시는 문화의 도시로 성장하면서 다양한 종류의 박물관을 운영하고 있다.
- 부천로보파크

부천테크노파크 내 로봇산업연구단지 1, 2 층에 건립한 국내외 최초의 로봇상설전시장으로, 부천시가 특화사업으로 선택한 차세대 성장동력 미래산업인 지능형 로봇산업을 적극 홍보, 육성하고, 신세대들에게 로봇에 대한 꿈과 희망을 심어주며 학습의 기회를 제공하는 체험학습 공간이다. 박물관 내의 교육프로그램으로는 경기과학멘토, 생활과학교실, 로파스 교육, 전시연계교육이 있다.
- 한국만화박물관

한국만화박물관은 상동 한국만화영상진흥원 내 소재하고 있으며 한국만화 100년의 추억을 환상적으로 체험할 수 있는 공간으로 한국 만화의 역사와 현주소를 살펴볼 수 있는 작품 및 작가소개와 체험전시, 디지털 극장(4D/3D), 만화열람실 등으로 구성되어 있다. 교육프로그램으로는 상설체험교육과 방학특별편성교육이 제공되고 있다.
- 부천활박물관

부천활박물관은 춘의동 종합운동장 내에 소재하고 있으며 유구한 우리 역사속에 민족문화로 자리 잡고 있는 각궁을 전시하고 있다. 각궁은 현재까지 부천시를 대표하는 전통문화로 5대 160년 넘게 우리 시와 함께하고 있다. 부천에서 국궁의 제조, 궁술, 궁도의 뜻을 널리 알려 ‘각궁과 부천’을 한데 융화시켰던 중요무형문화재 제47호 궁시장으로 지정된 故김장환 선생 및 故김박영 선생의 뜻을 기려 대대로 이어 내려온 각궁에 대한 자료, 제조, 유물들을 한곳에 모아 2004년 12월 박물관이 개관되었으며, 보유 자료로는 중요무형문화재 제47호 궁시장 故 김장환 선생의 유품 240 점과 활 관련 자료 220여 점이며 활, 화살, 화살촉, 활쏘기 도구, 활제작 재료, 화차 등 국토를 지키고 수양을 하던 각종 용품과 유물들과 도서류가 전시되어 있다.
- 부천수석박물관

부천수석박물관은 춘의동 종합운동장 내에 소재하고 있으며 수석 및 수석 관련자료 2,200여 점이 전시되어있는 박물관이다. 우리나라 및 외국의 다양하고 진기한 수석 전시를 통해 자연의 미를 체험할 수 있는 교육과 문화의 공간이다. 교육프로그램으로는 수석강좌와 석부작 만들기 등의 체험프로그램이 있다.
- 유럽자기박물관

유럽자기박물관은 춘의동 종합운동장 내에 소재하고 있으며 복전영자 관장이 수십 년간 수집한 18세기부터 근대에 이르는 유럽자기 및 유리(크리스털) 작품과 앤틱 가구를 부천시에 기증하여 시민들에게 유럽 문화에 대한 이해의 폭을 넓히고 국제적인 감각과 안목을 높이는데 도움을 주고자 2003년 5월에 개관한 전문테마박물관이다. 유럽에서 최초로 중국식 백색자기를 개발한 독일의 마이센, 금채 장식으로 화려함의 극치를 보여주는 프랑스의 세브르, 본차이나를 개발해 자기역사에 획을 긋는 영국의 자기를 비롯하여 덴마크의 로열 코펜하겐, 헝가리의 헤렌드, 체코슬로바키아, 한국, 중국, 일본의 명품 자기들을 접할 수 있다.
- 부천물박물관

부천물박물관은 작동 정수장 내에 위치하고 있으며 물의 탄생과 소멸, 물 이용의 역사, 물의 소중함 등을 다양한 영상과 전시물을 통해 직접 체험할 수 있고, 수돗물에 대한 생산과정을 한눈에 볼 수 있는 공간이다. 그 외에도 측우기와 물시계와 작두펌프와 물레방아 등을 직접 체험해 볼 수 있다.
- 부천교육박물관

부천교육박물관은 2003년 개관되었고 춘의동 종합운동장 내에 소재하고 있다. 조선시대 사서삼경 등 전적류와 일제강점기의 교육자료, 미군정청과 60년대부터 현대에 이르기까지의 교과서, 참고서, 상장, 학용품 등 학습 자료 4700여점과 고서가 시대별로 전시되어 있으며, 우리나라 교육의 변천사를 한눈에 볼 수 있는 곳으로 문화교실, 특별기획전시, 학술세미나 등 다양한 프로그램을 운영되고 있다.
- 자연생태박물관

자연생태박물관은 도시에서 흔히 볼 수 없는 생물도감 속에서만 보았던 살아있는 한국의 민물고기 및 공룡화석 등을 만날 수 있는 자연체험 학습장으로 영상관에서는 3D입체영상물도 함께 즐길 수 있다. 야외에는 어린이동물원이 있으며, 박물관 앞 정원에서는 4월에 튤립전시회, 8월에 여름꽃전시회, 10월에 국화전시회 등이 열린다. 춘의동 381번지에 소재하고 있다.
- 부천식물원

부천식물원은 자연생태박물관 내에 소재하고 있으며 부천시의 상징인 복사꽃 모양을 형상화하여 유리온실로 건축하였으며, 온갖 희귀한 식물들을 볼 수 있는 식물의 낙원이다. 재미있는 식물관, 수생식물관, 아열대식물관, 다육식물관, 자생식물관 등 5개의 테마 식물관과 중앙정원에 총 310종 9,975본이 심어져 있다. 식물관 외에도 식물과 인간, 식물의 씨앗, 백두산과 한라산의 식물들 등을 소개한 식물전시관과, 식물퀴즈, 퍼즐놀이, 피톤치드를 체험할 수 있는 식물체험관, 도감을 열람할 수 있는 그린도서실이 있다.
- 펄벅기념관

펄벅기념관은 1967년부터 10년간 심곡본동에서 운영되었던 소사희망원을 복원하여 건립되었으며, 세계적인 대문호이자 사회사업가인 펄벅여사의 박애 및 희생정신을 계승하기 위해 유물 232점이 전시되어 있다. 한국펄벅재단이 부천시로부터 위탁받아 운영하고 있다. 노벨메달리스트, 펄벅이야기, 월드무비Q 등의 가족교육프로그램과, 펄벅 아줌마의 선물, 세계의 미술여행 등의 어린이 교육프로그램, 아시아배움터, 아시아문화탐험대, 다문화비교체험 등의 다문화교육프로그램이 운영되고 있다.
- 부천옹기박물관

옹기박물관은 2011년 11월에 개관하였고 여월택지지구 내 근린공원에 위치하고 있다. 상설전시실과 기증자특별전시실, 뮤지엄샵, 체험실, 움집 및 가마터 등이 꾸며졌으며, 배움과 전통문화 체험의 장을 제공하고 있다.
- 세계유명건축물박물관

원미구 상동 부천영상문화단지에 위치한 세계유명건축물박물관(아인스월드)은 전 세계 25개국의 유명 건축물 71점을 비롯하여 모두 109점의 미니어처가 실제 크기의 1/25로 축소되어 전시하고 있다. 2020년 2월 임대기간 만료 예정이다.
- 자전거 문화센터

오정동 오정대공원에 2009년 개관하였다. 자전거와 관련된 많은 정보를 얻을 수 있을 뿐 아니라, 체험할 수 있다.

### 문화재
- 부천 석왕사 목조관음보살좌상
- 공장공 변종인 신도비
- 청평군 한언 신도비
- 청천군 한준 신도비
- 이한규 묘
- 고강동 선사유적지

### 시립도서관
현재 부천시에서는 원미도서관, 심곡도서관, 북부도서관, 꿈빛도서관, 책마루도서관, 한울빛도서관, 꿈여울도서관, 상동도서관, 송내도서관, 도당도서관, 오정도서관, 동화도서관, 역곡도서관 등 13개의 시립도서관이 있으며 그리고 부천 남부 옥길동에 2021년 12월 하반기까지 공사하는 별빛마루도서관이 있다.

여가시설(공원 등)
- 상동호수공원(부천시 원미구 조마루로 15)

부천 최대 공원이다. 공원 내 호수, 작은 식물원 등이 있고 어린이 놀이터도 있어 가족단위 방문객이 많다.
- 중앙공원(부천시 원미구 소향로 162)

부천 도심지에 조성한 공원으로 상동호수공원보다는 면적이 작으나, 배구장, 배드민턴장 등 다양한 운동시설을 갖추고 있다.
- 부천 자연생태공원(부천시 원미구 길주로 660)

자연생태공원내에는 3D 영상관, 공룡탐험관, 하천생태관, 곤충신비관 등 다양한 전시관 운영으로 어린이들의 학습에 도움을 주고 있는 자연생태박물관과 5개의 테마관과 2개의 식물 체험관에 총 310종의 9,975본의 식물이 전시되고 있는 부천식물원, 사슴, 공작, 토끼, 닭 등 50종 278마리의 중·소동물이 사육되고 있는 동물원, 사계절 아름다운 꽃으로 가득한 사계절 정원, 우리나라 중부지방의 전통 초가집 형태와 생활상을 재현한 농경유물전시관, 생태연못, 암석원, 약용식물원, 명상원 등 현실세계를 정화하는 내부시설을 이용할 수 있고, 1,000여종의 식물을 감상할 수 있는 무릉도원 수목원이 있다.
- 오정대공원(부천시 오정구 상오정로 183)

자전거를 대여할 수 있는 자전거 박물관이 있고 산책로, 놀이터 등이 있다.
- 소사대공원(부천시 소사구 소사로 107)

소사역 인근에 위치해 있으며 어린이 물놀이장, 농구장 등을 갖추고 있다.
- 부천시남부수자원생태공원(부천시 소사구 연동로 89)

서남부 거점지역인 부천 옥길지구의 바로 옆에 있는 남부수자원생태공원은 넓은 잔디마당과 피라미드 수로, 풋살경기장, 농구장, 인라인스케이트장, 정원, 실개천과 자전거 도로 등 다양한 체육시설과 쉴 수 있는 공간으로 꾸며져있다. 역곡 배수구역과 오류3 배수분구에서 유입되는 하수를 2급수 수질로 처리하는 시설을 친환경적인 친수공간으로 조성하였다. 아이들이 물장구치며 놀 수 있는 물놀이장도 있다.
- 부천시북부수자원생태공원(부천시 오정구 벌말로 220)

북부수자원생태공원은 하수처리시설과 체육시설, 공원시설로 구성되어 있다. 하수처리시설에는 수처리시설, 슬러지처리시설, 재이용처리시설, 분뇨처리시설이 있고, 체육시설로는 축구장·농구장·인라인스케이트장·잔디광장·파크골프장 1개소가 있으며, 공원시설로는 원두막 및 파고라 8면, 주차장 시설 106면, 지압보도 20m, 자전거보관대 2개소, 벽천폭포 1개소, 계류시설 1개소, 어린이놀이시설 1개소가 있다.
- 웅진플레이도시(부천시 원미구 조마루로 2)'

부천 최대, 유일 복합테마파크다. 서울에서 가장 가까운 워터파크가 입점해있고, 아쿠아리움, 볼링장, 골프연습장, 볼베어파크(대형 키즈까페), 애견놀이터 등이 있다.

## 경제

### 상업

#### 백화점·대형아울렛, 쇼핑몰
- 롯데백화점 중동점 (길주로 300)(신중동)
- 현대백화점 중동점 (길주로 180)(신중동)
- 세이브존 부천상동점 (길주로 105)(상동)
- 뉴코아아울렛 부천점 (송내대로 239) (상동)
- 스타필드 시티 부천점 (옥길로 1)(범안동)

#### 대형마트, 창고형마트
- 홈플러스 부천여월점 (소사로 663)(성곡동)
- 홈플러스 부천상동점 (길주로 118)(상동)
- 홈플러스 부천소사점 (경인로 532)(범안동)
- 이마트 부천점 (부천로 1)(대산동)
- 이마트 중동점 (석천로 188)(신중동)
- 이마트 트레이더스 부천점 (옥길로 1)(범안동)

#### 영화관
- CGV 부천역 (부일로 460)(심곡동)
- CGV 부천 (길주로 180)(신중동)
- CGV 소풍 (송내대로 239) (상동)
- CGV 역곡 (경인로 505)(범안동)
- CGV 부천옥길 (옥길로 124)(범안동)
- 롯데시네마 부천역 (부천로 11)(심곡동)
- 롯데시네마 부천(신중동역)(길주로 280)(신중동)
- 메가박스 부천 스타필드 시티 (옥길로 1)(범안동)

## 스포츠

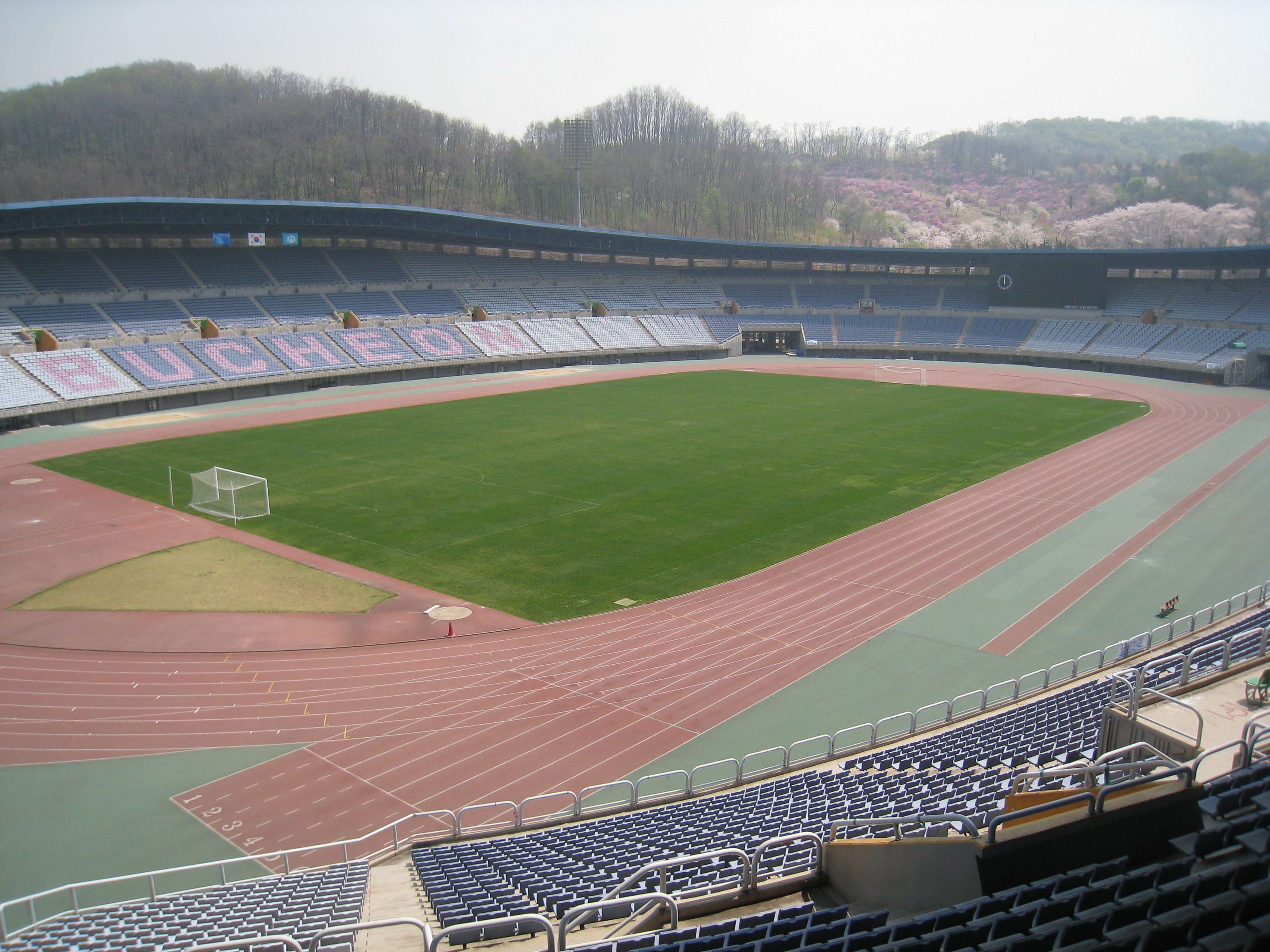
부천 종합운동장 전경

도시의 급격한 성장이 정점에 도달한 2000년 이후 부천시에는 많은 체육시설이 도시 곳곳에 들어서면서 시민들의 체육 활동의 공간으로 활용되고 있다. 규모 면에서 가장 큰 부천종합운동장은 부천동에 소재하고 있으며 부천 FC 1995의 홈구장으로 사용되는 주경기장과 보조경기장이 있고 주변에, 야구장 궁도장이 함께 있고 운동장 관람석 건물에는 여러 개의 박물관이 함께 있고, 서울 지하철 7호선의 부천종합운동장역이 개통되어 접근성이 좋다. 오정동의 오정대공원에 있는 오정레포츠센터는 잔디구장과 체육관, 수영장 등의 시설이 있다. 신중동의 부천실내체육관은 주경기장과 함께 잔디구장, 테니스장 등이 있고 여자프로농구팀인 신세계 쿨캣의 홈 경기장이다. 소사본동의 소사국민체육센터는 체육관과 수영장이 있다. 그 밖에 상동의 서촌다목적체육관, 대산동의 송내사회체육관, 중동의 부천시민운동장이 있다.

#### 프로 스포츠 구단
부천시가 연고지인 프로 스포츠 구단은 부천 하나원큐와 부천 FC 1995가 있다.
그동안 부천시 연고의 여자프로농구단은 신세계 쿨캣이었다. 신세계 쿨캣은 1998년부터 대한민국 여자 프로 농구(WKBL)에 참가하여 1999년 겨울, 2000년 여름, 2001년 여름, 2002년 겨울, 모두 4번의 우승을 차지하였다. 그러나 2012년 신세계 쿨캣이 해체되었고 하나금융지주가 인수·재창단하여 하나·외환 여자농구단이 창단하면서 부천시와 연고협약을 체결하였고 2012-2013 시즌부터 참가하고 있다.
부천 축구의 역사는 1982년 서울을 연고지로 출범한 유공 코끼리가 1996년 부천으로 연고지를 이전하고 2001년부터 부천종합운동장에서 부천 SK라는 이름으로 홈경기를 개최하면서 시작되었다. 그러나 2006년 시민의 의사와 상관없이 전격적으로 제주로 연고지를 이전하여 현재 제주 유나이티드가 되었다. 그 후 부천 시민과 부천 SK의 서포터스인 헤르메스를 중심으로 연고지 이전의 부당성에 항의하면서 새로운 시민구단 창단을 모색하였고 몇몇 업체의 스폰서를 이끌어내게 되었다. 이에 2007년부터 부천 FC 1995의 이름으로 챌린저스 리그에서 활동하게 되었다. 2013년 대한민국 프로축구 K리그의 승강제 도입으로 2부 리그 K리그 챌린지가 창설되었고 부천 FC 1995가 참가를 결정하면서 자연스럽게 프로축구단으로 전환하였다. 이와 관련하여 부천 FC 1995의 운영진들은 2부 리그 승격 이후에도 계속해서 무급 봉사 원칙을 표명하였고 이미 유소년 클럽 시스템 등의 오랜 경험을 가지고 있어 시의회의 조례안이 통과되어 참가할 수 있게 되었다.

#### 학교 운동부
부천시 관내 학교의 운동부는 초등학교는 모두 18개 학교에서 19개 종목, 중학교는 모두 25개 학교에서 33개 종목, 고등학교는 17개 학교에서 21개 종목이 운영되고 있다.
육상은 고강초, 심곡초, 소사초-성주중, 계남중, 여월중, 부곡중, 부천여중, 심원고에서, 수영은 복사초, 덕산초, 부천남초-부일중-부명고, 도당고에서 운영되고 있다.
야구는 신도초, 부천북초-부천중-부천고와 진영정보고에서, 축구는 계남초, 동곡초, 부인초, 중원초-역곡중, 여월중, 상일중, 계남중-정명고, 경기국제통상고, 진영정보공고에서, 핸드볼은 원종초-부천남중-부천공고에서 탁구는 오정초, 삼정초-내동중, 북여중-중원고에서 운영되고 있다.
배구는 소사초-소사중에서 럭비는 부천북중-부천북고에서, 사이클은 중흥중-부천고에서, 태권도는 부인중, 성곡중, 부천동중, 부흥중, 동여중-소사고, 시온고, 부천정보산업고에서, 복싱은 중원중, 부명중-부천공고, 상동고에서, 사격은 도당중, 원종고에서 검도는 성곡중-심원고에서 양궁은 원미초-상지초에서 볼링은 부명중, 심원중-중흥고에서 운영되고 있다.
송내고의 골프, 덕산중의 근대3종 부일중의 유도부가 있으며
그 밖에도 농구엔 상일고가 있다.

#### 직장인 운동부
부천시청에 소속을 둔 직장인 운동부는 모두 6팀으로 검도부(정원 10명), 육상부(정원 10명) 수영부(정원 9명) 레슬링부(정원 8명), 탁구부(정원 6명), 테니스부(정원 5명)가 있다.

## 인물
유일한(柳一韓)박사 (1895~1971)
유일한 박사는 1895년 평안남도 평양에서 출생했으나, 1936년에 부천시 심곡본동 일대에 우리나라에서는 처음으로 근대적 제약공장을 세워 제약입국의 의지를 실천하였다. 해방 후에는 고려공과학원을 시작으로 배움의 터를 마련하고 유한중학교, 유한공업고등학교, 유한대학으로 점차 규모를 키워 인재를 기르는데 큰 노력을 하였다. 돌아가신 다음에는 기업과 개인 재산 전부를 공익법인에 기증하는 청지기 정신을 몸소 실천한 나라사랑의 참기업인이었다. 부천시에서는 이러한 유일한 박사의 높은 뜻을 기리고자 중앙공원에 동상을 세워 많은 시민들이 그 뜻을 되새길 수 있도록 하고 있다.
몽당(夢堂) 한항길(韓恒吉) 선생 (1897~1979)
독립운동가이자 교육자인 한항길 선생은 부천군 문학면 동천리(현 인천 동촌동)에서 태어났다 5살 때부터 할아버지로부터 천자문과 동몽선습, 유년필독, 소학 등을 서당에서 맹자 등 사서를 배웠다. 선생은 일제식민지 치하에서 조국의 독립을 위한 구국운동에도 열심이었는데, 3.1독립운동에 참여해 서대문형무소에서 3여년간 옥고를 치르기도 하였다. 소사공업기술학교를 세웠고 학교법인 한길학원과 부천대학을 세워 교육에도 힘썼으며 사람다운 사람이 되기 위한 정신운동과 근검절약의 실천에 앞장섰다. 건국훈장 애족장이 수여되었다. 부천시에서는 그의 뜻을 기리기 위해 중앙공원에 동상을 세워 많은 시민들이 그 뜻을 되새길 수 있도록 하고 있다.

수주(樹州) 변영로(卞榮魯) 시인 (1898~1961)
시인이며 영문학자인 변영로 선생은 1898년 서울에서 태어났으나 그의 아호인 수주(樹州, 고려때 부천의 행정명칭)가 말해주 듯 고향은 부천이며(본적은 부천군 오정면 고강리) 그의 기념비와 묘소가 부천시 고강동에 있다. 변영로 선생은 우리 민족의 정서 ‘한(恨)’과 나라사랑의 정신을 표현하는데 뛰어났는데, 특히 대표시 ‘논개’에서도 알 수 있듯이 변영로 선생의 작품의 대부분은 일제의 탄압 속에서 민족의 해방을 바라는 간절한 마음과 뜨거운 민족혼이 잘 표현되어 있다.선생은 시와 수필, 영문학에도 뛰어났고 교육자, 언론인으로 이름났으며 무덤 앞에는 ‘생시에 못뵈올 님을’ 시비와 탄생 100주년 기념비가 서 있어 많은 이들이 찾고 있다. 또, 중앙공원에는 1996년 ‘문학의 해’를 맞이하여 세운 수주 변영로 시비가 있다.
은성(隱星) 목일신(睦一信) 선생 (1913~1986)
우리가 어린시절 불렀던  따르릉 따르릉 비켜나세요 자전거가 나갑니다 따르릉의 "자전거", "누가 누가 잠자나", "자장가" 등을 작곡한 은성 목일신 선생은 부천 범박동에서 26년간 살다가 타계하였다. 목일신 선생은 1913년 1월 18일 전남 고흥에서 태어났다. 그는 13세가 되던 해에 동요의 고전이라 불리는 "자전거"를 짓고 동아일보에 동요 "산시내"를 발표한 이래 수많은 곡을 발표했다. 그 후 그는 교편을 잡았으며 인자한 선생님으로서 외유내강의 선비상을 보여주며 후진 양성에 힘썼으며 정년 퇴직하던 1982년에는 교육문화 발전에 이바지한 공로가 인정되어 정부로부터 국민 표창을 수상하였다. 그의 작품은 우리 민족의 넋을 잠재워주고 흔들어 깨워주는 요람의 역할을 하였으며 어린이와 민중의 정서를 개척하기에 힘쓰는 등 노력했다. 그는 평생 동요,민요, 시, 수필 등 400여 편을 발표하였으며 많은 사람의 사랑을 받았다. 부천시에서는 목일신 선생의 업적을 기리기 위해 2017년 7월 범박동에 있던 괴안근린공원 을 "목일신 근린공원"으로 명칭을 변경하고 그의 작품을 주제로 공원을 새롭게 단장하였다.

정지용(鄭芝溶) 시인 (1902~1950)
향수'로 유명한 정지용은 현대시의 대부, 그리고 천재 시인 등으로 불리며 우리나라 현대시의 큰 발자취를 남겼다. 시인 정지용은 1902년 5월 15일 충북 옥천군 옥천읍에서 태어났다. 정지용은 1930년대 경향파시의 잡초 속에서 시어의 탁마와 참신한 감각시를 써서 후배에게 많은 영향을 주었다. 더욱이 그는 박두진 등 우리 문학사에서 매우 중요한 문인들을 대거 발굴하여 한국 문학을 풍요롭게 이끌었던 거대한 산이기도 했다. 그가 부천시와 특별한 인연을 맺게 된 것은 2차 대전 중 일제가 미국과의 전쟁을 앞두고 서울 사람들을 지방으로 소개령을 내릴 때 복사꽃 아름다운 부천시에 정착하면서 부터다. 정지용은 우리 부천에 내려와서, 우리말로 시를 짓는 일조차 죄가 되는 어두운 시대라 시를 사랑하는 마음은 가슴에 깊이 묻어둔 채 신앙인으로 활발한 활동을 하였다. 천주교도인 그는 이곳에 교당이 없음을 안타깝게 여기고 인천교구를 찾아 다니며 물질적인 지원을 요청하는 한편 손수 벽돌을 쌓아 부천지역 최초의 성당인 소사성당을 세웠다.

## 자매 도시

### 대한민국 국내
- 대한민국 경기도 화성시
- 대한민국 강원특별자치도 강릉시
- 대한민국 충청남도 공주시
- 대한민국 충청북도 옥천군
- 대한민국 전라남도 진도군
- 대한민국 전북특별자치도 무주군
- 대한민국 경상북도 봉화군
- 대한민국 경상남도 남해군

### 해외
- 중국 하얼빈시
- 러시아 하바롭스크
- 미국 베이커즈필드
- 필리핀 발렌수엘라
- 일본 가나가와현 가와사키시
- 아르헨티나 부에노스 아이레스

### 우호도시
- 일본 오카야마현 오카야마시
- 중국 산둥성 웨이하이시

## 교류
- 전국다문화도시협의회
- 전국평생학습도시협의회
- 전국대도시시장협의회
- 대한민국건강도시협의회

## 같이 보기
- 대한민국의 설치순 도시 목록
- 대한민국의 지리